# Jan Paweł II

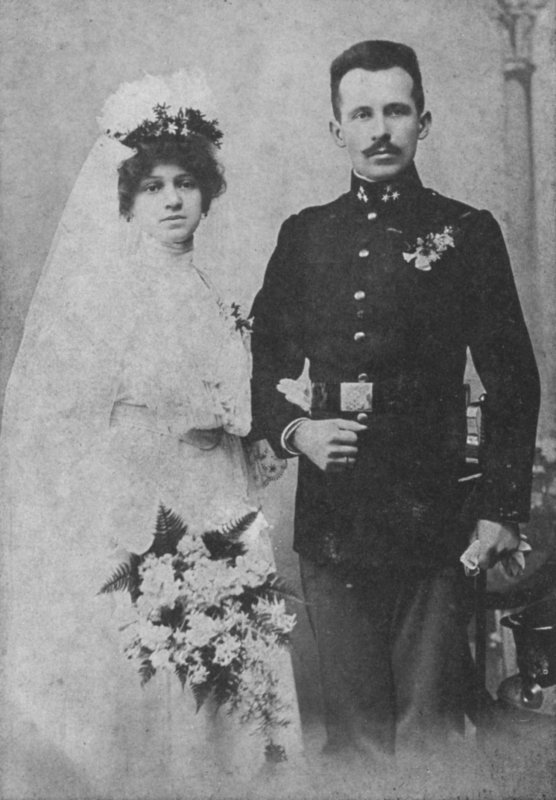
Emilia i Karol Wojtyłowie, rodzice papieża Jana Pawła II

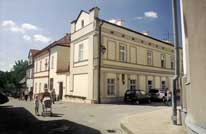
Dom Rodzinny Ojca Świętego Jana Pawła II w Wadowicach

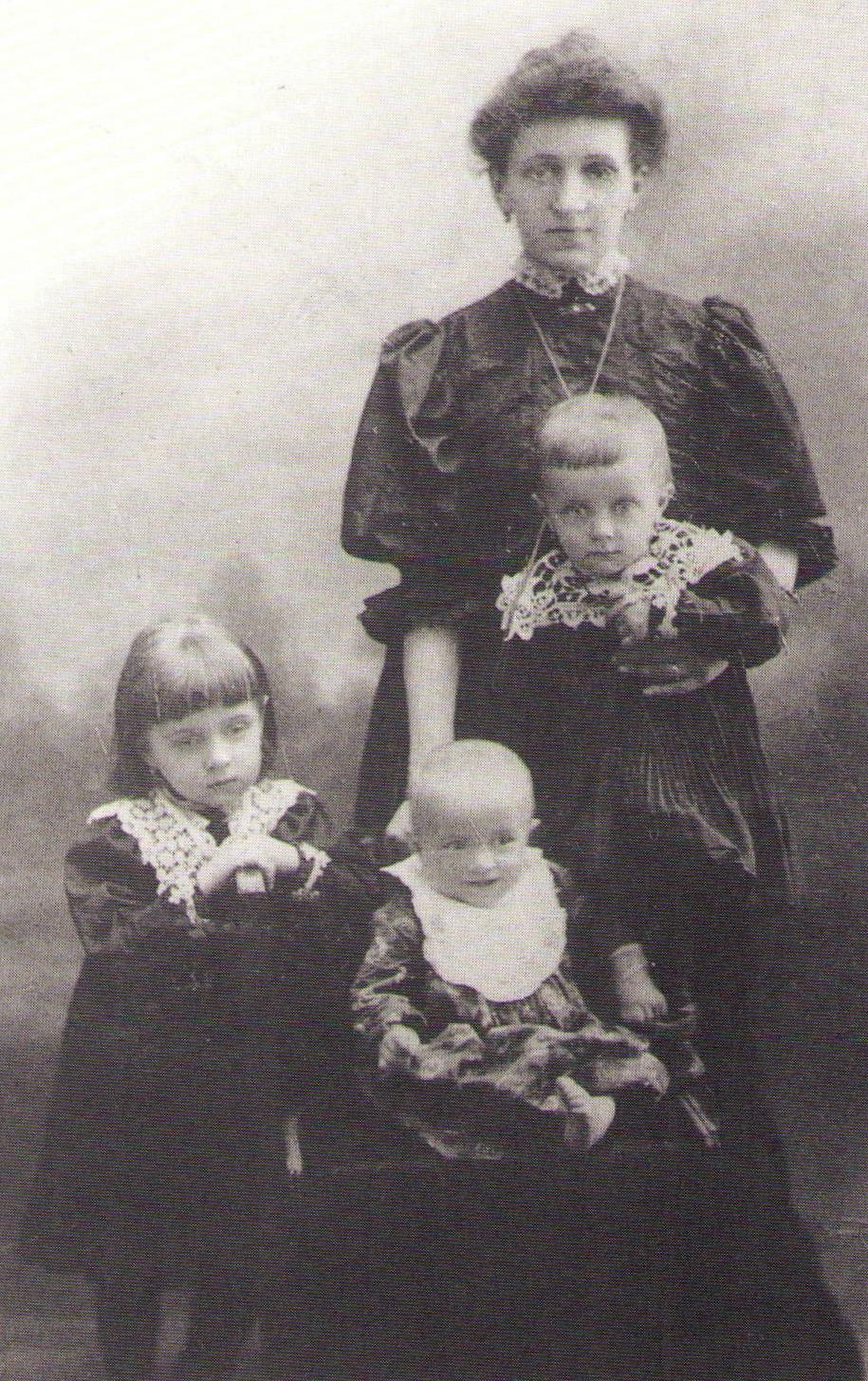
Matka chrzestna papieża, Maria Wiadrowska z dziećmi

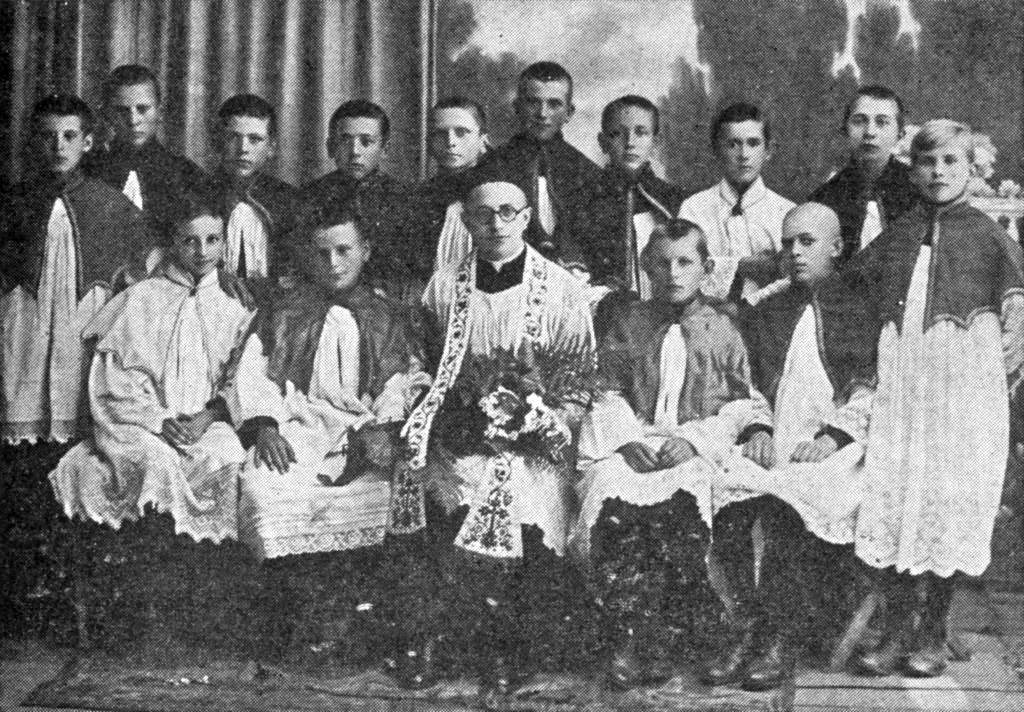
Ks. Figlewicz z ministrantami

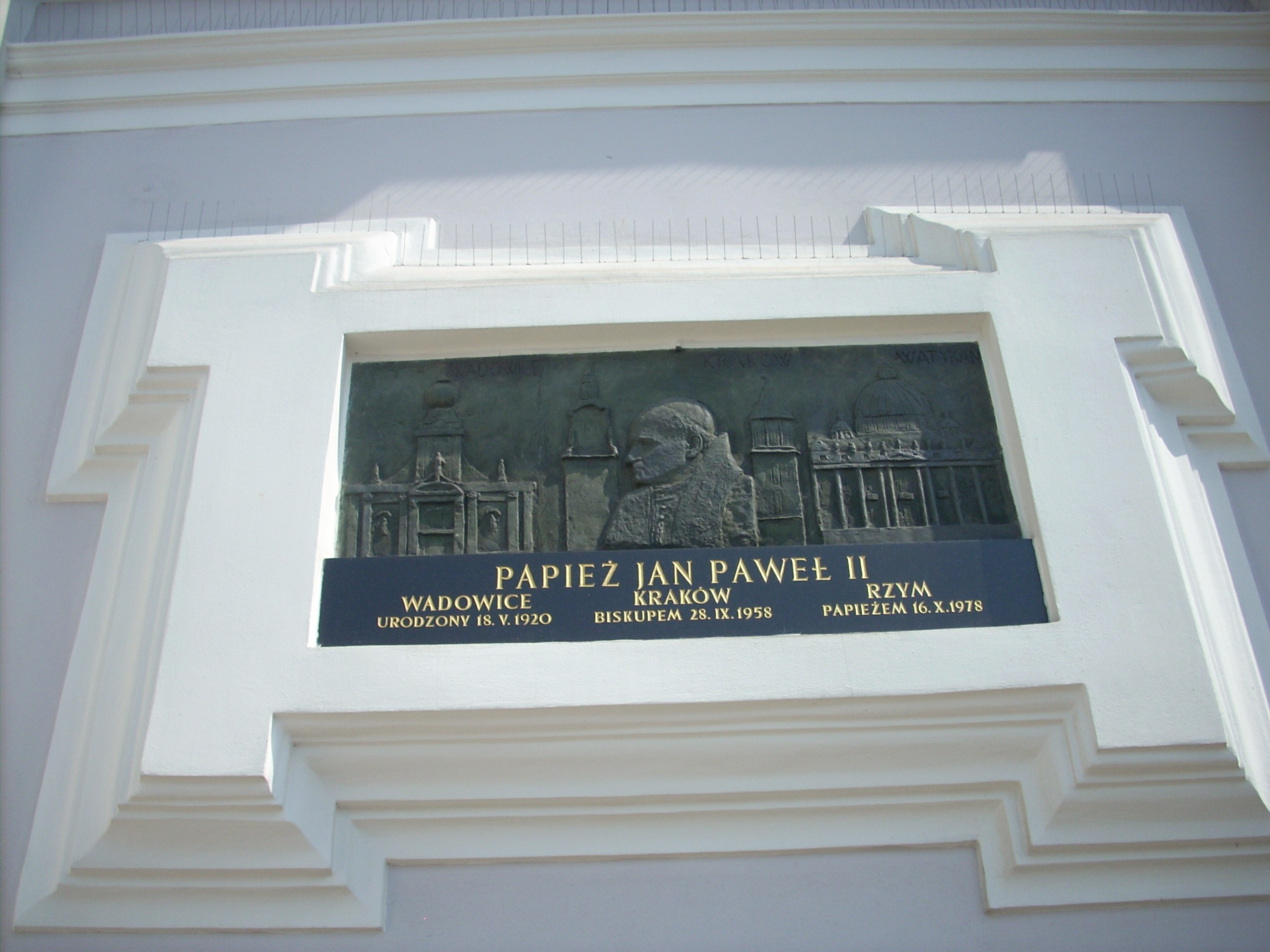
Tablica w wadowickiej bazylice z datami narodzin, a także wyboru Karola Wojtyły na biskupa i papieża

Jan Paweł II (łac. Ioannes Paulus PP. II, wł. Giovanni Paolo II, właśc. Karol Józef Wojtyłaⓘ; ur. 18 maja 1920 w Wadowicach, zm. 2 kwietnia 2005 w Watykanie) – polski duchowny rzymskokatolicki, 264. papież i 6. Suweren Państwa Watykańskiego w latach 1978–2005. Pierwszy w III RP kawaler Orderu Orła Białego. Święty Kościoła katolickiego. 
Biskup pomocniczy krakowski (1958–1964), arcybiskup metropolita krakowski (1964–1978), kardynał prezbiter (1967–1978), zastępca Przewodniczącego Konferencji Episkopatu Polski (1969–1978). Poeta, poliglota, aktor niezawodowy, dramaturg, pedagog, filozof historii, fenomenolog, mistyk i przedstawiciel personalizmu chrześcijańskiego.
16 października 1978 został wybrany na papieża przez zgromadzenie kardynałów, po śmierci Jana Pawła I, który zmarł po trzydziestu trzech dniach pontyfikatu. Przyjął imiona Jan Paweł dla uhonorowania swojego poprzednika. Jego wybór na Stolicę Piotrową miał szczególny wpływ na wydarzenia w Europie Wschodniej i w Azji w latach 80. i 90. XX wieku, w szczególności na przemiany demokratyczne w Polsce i w innych krajach bloku wschodniego. Od początku swojego pontyfikatu prowadził energiczne działania przeciwko komunizmowi i uciskowi politycznemu.
Za główny cel papiestwa postawił sobie transformację i zmianę położenia Kościoła katolickiego. Przyczynił się do poprawienia relacji Kościoła katolickiego z judaizmem, islamem, z Kościołem prawosławnym oraz Wspólnotą anglikańską. Był jednym z najczęściej podróżujących światowych przywódców w historii, odwiedzając w czasie swojego pontyfikatu 129 państw, co interpretowano jako chęć zbudowania relacji między różnymi narodami i religiami.
Podzielał nauczanie Kościoła w takich kwestiach jak utrzymanie celibatu, potępienie mechanicznej, chemicznej i hormonalnej antykoncepcji, sprzeciwiał się aborcji i eutanazji, podtrzymywał stanowisko Kościoła o prawie do życia oraz niedopuszczenie kobiet do święcenia, za co był przez niektórych krytykowany, i choć popierał reformy soboru watykańskiego II, był postrzegany jako konserwatywny w swojej interpretacji tych reform. Walczył z teologią wyzwolenia, stygmatyzował także nieokiełznany kapitalizm i konsumpcjonizm, mimo że niejednokrotnie głosił wyższość gospodarki rynkowej nad znacjonalizowanymi.
Beatyfikował 1340 i kanonizował 483 osoby, więcej niż wszyscy jego poprzednicy w okresie pięciu poprzedzających wieków. Mianował większość Kolegium Kardynałów, konsekrował lub współkonsekrował wielu biskupów i wyświęcił wielu księży. Był trzecim najdłużej urzędującym papieżem w historii, po św. Piotrze (30–67) i Piusie IX (1846–1878), pierwszym papieżem z Polski oraz pierwszym spoza Włoch od czasów holenderskiego papieża Hadriana VI (1522–1523).
Zmarł 2 kwietnia 2005. W ceremonii pogrzebowej uczestniczyły delegacje z ponad 150 państw, a w Polsce ogłoszona została sześciodniowa żałoba narodowa. Proces kanonizacyjny rozpoczął się miesiąc po jego śmierci, z odstąpieniem od tradycyjnego pięcioletniego okresu oczekiwania. 19 grudnia 2009 został ogłoszony Czcigodnym Sługą Bożym przez swojego następcę Benedykta XVI i beatyfikowany 1 maja 2011 w Niedzielę Miłosierdzia Bożego, po tym, jak Kongregacja Spraw Kanonizacyjnych przypisała jego wstawiennictwu cud uzdrowienia. Drugi cud został zatwierdzony 2 lipca 2013 i potwierdzony przez papieża Franciszka trzy dni później. 27 kwietnia 2014 (ponownie Niedziela Miłosierdzia), równocześnie z papieżem Janem XXIII został kanonizowany. Wydarzenie to przeszło do historii Kościoła z powodu ogłoszenia świętymi dwóch papieży w obecności dwóch biskupów Rzymu – urzędującego Franciszka i emerytowanego Benedykta XVI.

## Życiorys

### Dzieciństwo i młodość
Urodził się w Wadowicach koło Krakowa, 18 maja 1920 jako drugi syn i najmłodsze z trojga dzieci emerytowanego porucznika Karola Wojtyły i Emilii z Kaczorowskich. Ród Wojtyłów wywodzi się z Czańca koło Kęt i Lipnika. Ród Kaczorowskich pochodzi z Michalowa koło Szczebrzeszyna.
Karol Wojtyła został ochrzczony w kościele parafialnym 20 czerwca 1920 przez księdza Franciszka Żaka, kapelana wojskowego. Jego rodzicami chrzestnymi byli Józef Kuczmierczyk, szwagier Emilii, i jej siostra, Maria Wiadrowska. Pierwszą Komunię przyjął w dniu 25 maja 1929, a sakramentu bierzmowania udzielił mu abp Adam Stefan Sapieha 3 maja 1938; na bierzmowaniu przyszły papież wybrał imię Hubert, na cześć Karola Huberta Rostworowskiego.
Rodzina Wojtyłów żyła skromnie. Jedynym źródłem utrzymania była pensja ojca – wojskowego urzędnika w Powiatowej Komendzie Uzupełnień w stopniu porucznika. Matka pracowała dorywczo jako szwaczka. Edmund Wojtyła, brat Karola, po ukończeniu wadowickiego gimnazjum studiował medycynę w Krakowie i został lekarzem. Wojtyłowie mieli jeszcze jedno dziecko – Olgę, która zmarła 16 godzin po urodzeniu 7 lipca 1916 w Białej. Papież wspominał ją w opublikowanym po śmierci testamencie – na równi z rodzicami i bratem. Fakt urodzin i śmierci starszej siostry papieża ujawnił francuski dziennikarz i filozof André Frossard, autor wydanej w 1982 książki Nie lękajcie się! Rozmowy z Janem Pawłem II.
W dzieciństwie Karola nazywano najczęściej zdrobnieniem imienia – Lolek. Uważano go za chłopca utalentowanego i wysportowanego. Regularnie grał w piłkę nożną oraz jeździł na nartach. Bardzo ważnym elementem życia Karola były wycieczki krajoznawcze, a także spacery po okolicy Wadowic. W większości wycieczek towarzyszył mu ojciec.

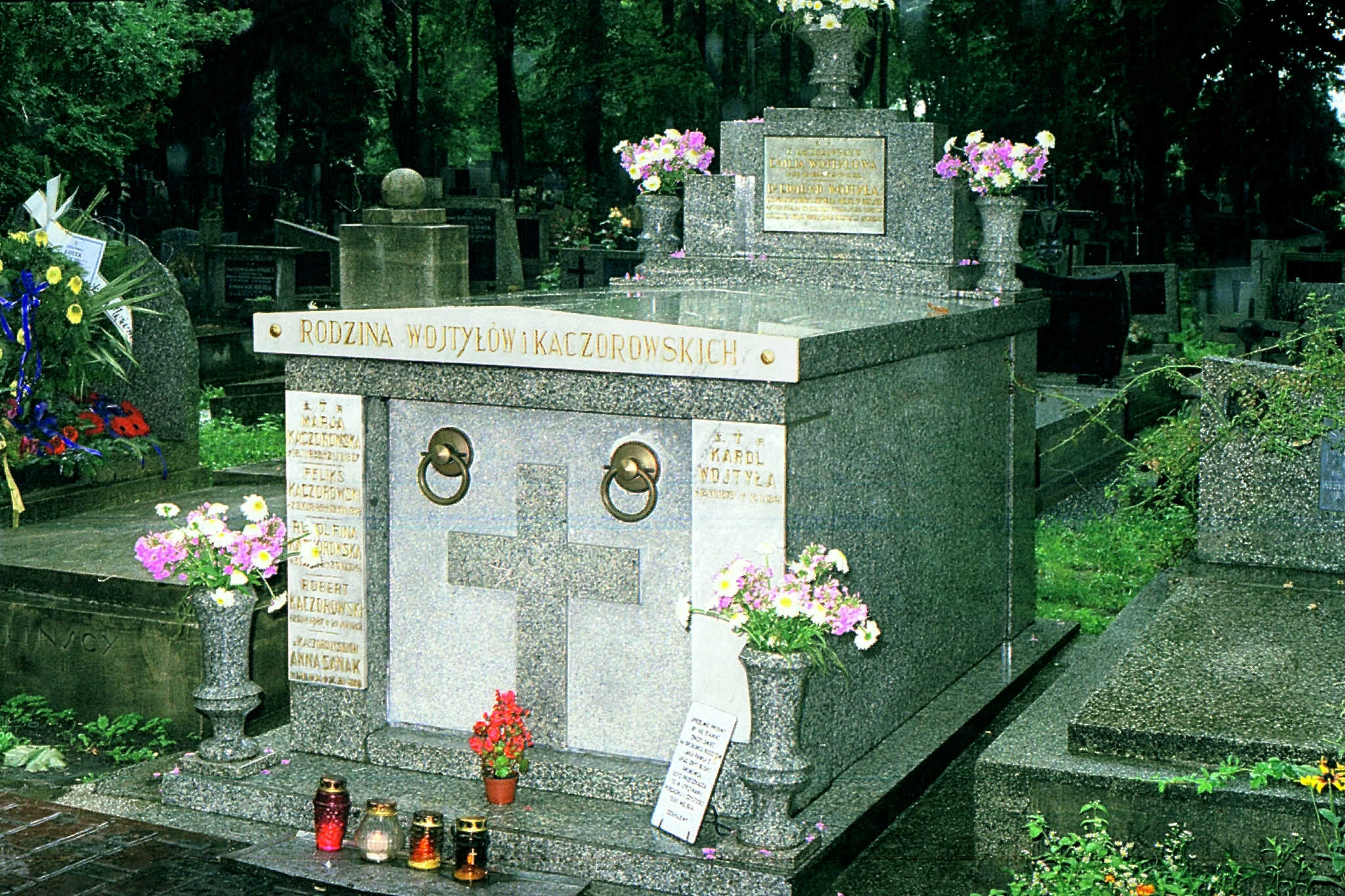
Grobowiec rodziców i brata na Cmentarzu Rakowickim w Krakowie

Wczesny okres jego dojrzewania jako nastolatka został naznaczony śmiercią najbliższych. Gdy miał 9 lat, zmarła matka (13 kwietnia 1929). Trzy lata później, 5 grudnia 1932, w wieku 26 lat, na szkarlatynę zmarł jego brat Edmund.
Od września 1930, po zdaniu egzaminów wstępnych, Karol Wojtyła rozpoczął naukę w 8-letnim Państwowym Gimnazjum Męskim im. Marcina Wadowity w Wadowicach. Według jego katechetów, wyróżniała go wówczas ogromna wiara. W pierwszej klasie ks. Kazimierz Figlewicz zachęcił go do przystąpienia do kółka ministranckiego, którego stał się prezesem. Katecheta ten miał znaczny wpływ na rozwój duchowy młodego Karola Wojtyły. Jednym z nauczycieli Karola Wojtyły i jego wychowawcą był Mirosław Moroz (1893–1940), w 1940 zamordowany w Katyniu. 14 grudnia 1935 Karol Wojtyła został przyjęty do Sodalicji Mariańskiej w gimnazjum. Początkowo był sekretarzem, następnie prefektem (od 26 kwietnia 1936 do 20 marca 1938).
Podczas nauki w gimnazjum Karol zainteresował się teatrem – występował w przedstawieniach Kółka Teatralnego stworzonego przez polonistów z wadowickich gimnazjów: żeńskiego im. Michaliny Mościckiej i męskiego im. Marcina Wadowity.

### Okres studiów
14 maja 1938 zakończył naukę w gimnazjum, otrzymując świadectwo maturalne z oceną celującą, która umożliwiała podjęcie studiów na większości uczelni bez egzaminów wstępnych. Karol Wojtyła wybrał studia polonistyczne na Wydziale Filozoficznym Uniwersytetu Jagiellońskiego. Studia rozpoczął w październiku 1938.
W pierwszym roku studiów przeprowadził się wraz z ojcem do rodzinnego domu matki przy ul. Tynieckiej 10 w Krakowie. Pozostał wierny swej pasji – piłce nożnej, uczęszczał na mecze Cracovii. Od października 1938 do lutego 1941 studiował, uczęszczał na spotkania grupy literackiej, a także tworzył poezję. W lipcu 1939 r. wziął udział w Społecznym Obozie Legii Akademickiej w Ożomli k. Sądowej Wiszni, budując szkołę i drogi. W lutym 1940 poznał Jana Tyranowskiego, który prowadził dla młodzieży męskiej koło wiedzy religijnej. Uczestniczący w nim Wojtyła poznał wówczas i po raz pierwszy czytał pisma św. Jana od Krzyża.
18 lutego 1941 po długiej chorobie zmarł jego ojciec, a Karol Wojtyła zamieszkał w domu swojego przyjaciela, Juliusza Kydryńskiego, przy ul. Felicjanek 10 w Krakowie. W 1942 i 1943, jako reprezentant krakowskiej społeczności akademickiej, udawał się do Częstochowy, by odnowić Śluby Jasnogórskie.
Wojna i okupacja niemiecka odebrała Karolowi Wojtyle możliwość kontynuowania studiów, zaczął więc w 1940 pracować jako pracownik fizyczny w zakładach chemicznych Solvay. Początkowo od jesieni 1940 przez rok w kamieniołomie w Zakrzówku, a potem w oczyszczalni wody w Borku Fałęckim. W tym okresie związał się z „Unią”. Po wejściu jej w skład Stronnictwa Pracy, był członkiem tej partii.
Jesienią 1941 wraz z przyjaciółmi założył Teatr Rapsodyczny, który swoje pierwsze przedstawienie wystawił 1 listopada 1941. Rozstanie Karola Wojtyły z teatrem nastąpiło nagle w 1942, gdy postanowił studiować teologię i wstąpił do tajnego Metropolitalnego Seminarium Duchownego w Krakowie. W okresie od kwietnia 1945 do sierpnia 1946 pracował na uczelni jako asystent i prowadził seminaria z historii dogmatu. Pracę magisterską pt. Pojęcie środka zjednoczenia duszy z Bogiem w nauce św. Jana od Krzyża napisał na Wydziale Teologicznym Uniwersytetu Jagiellońskiego pod kierunkiem ks. prof. Ignacego Różyckiego.
Był to też okres rozwoju literackiego Karola Wojtyły. Pierwszy zbiór wierszy Renesansowy psałterz, powstały w 1939 (wydany w 1999), ma jeszcze charakter poetyckich pierwocin; jest też wyrazem hołdu dla wielkiej tradycji, w tym dla Jana Kochanowskiego. W marcu 1946 powstał m.in. poemat Pieśń o Bogu ukrytym o charakterze wizyjnym i mistycznym, nawiązujący twórczo do św. Jana od Krzyża. Tworzył poezję metafizyczną.

### Prezbiter

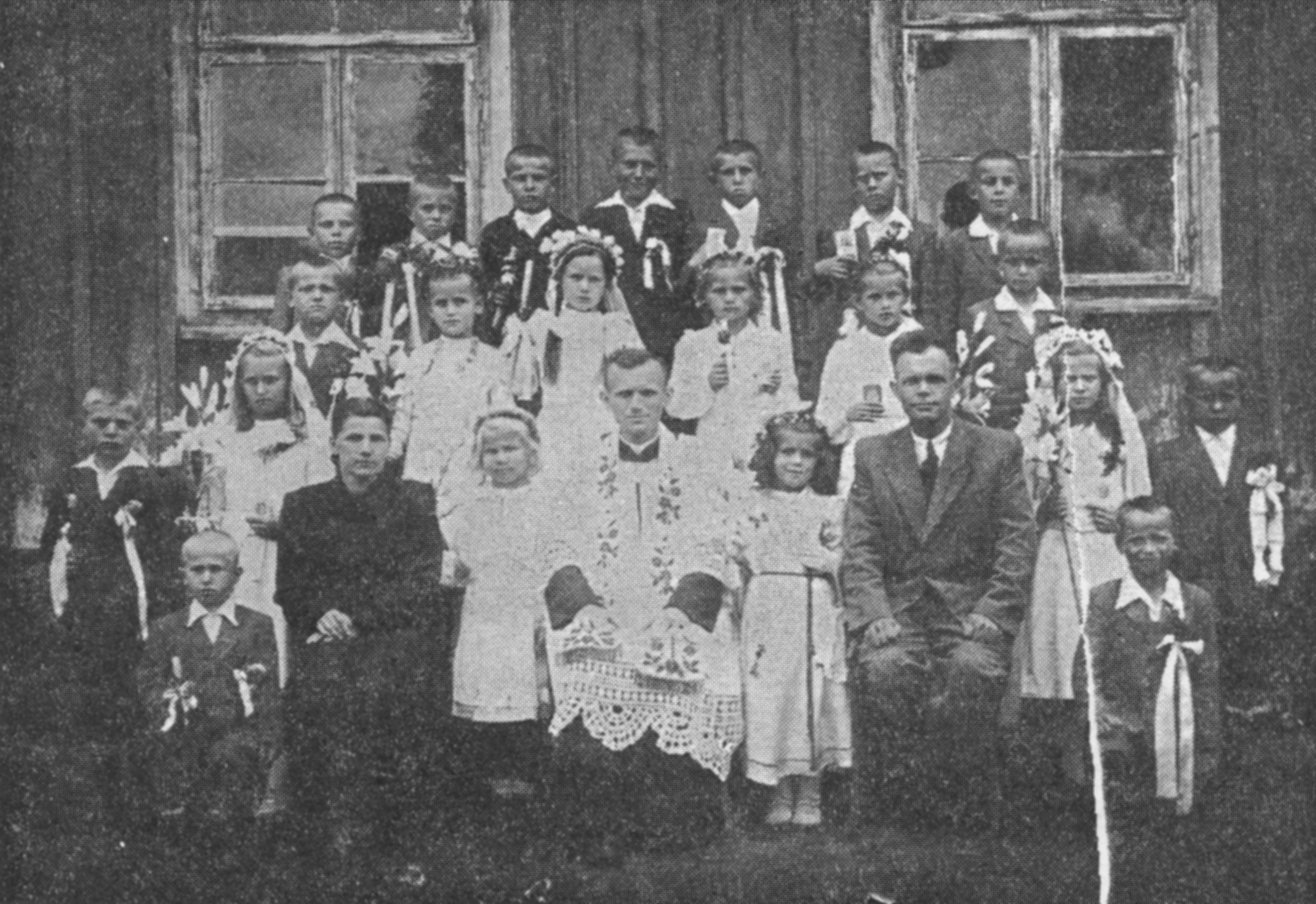
Karol Wojtyła jako wikary w Niegowici

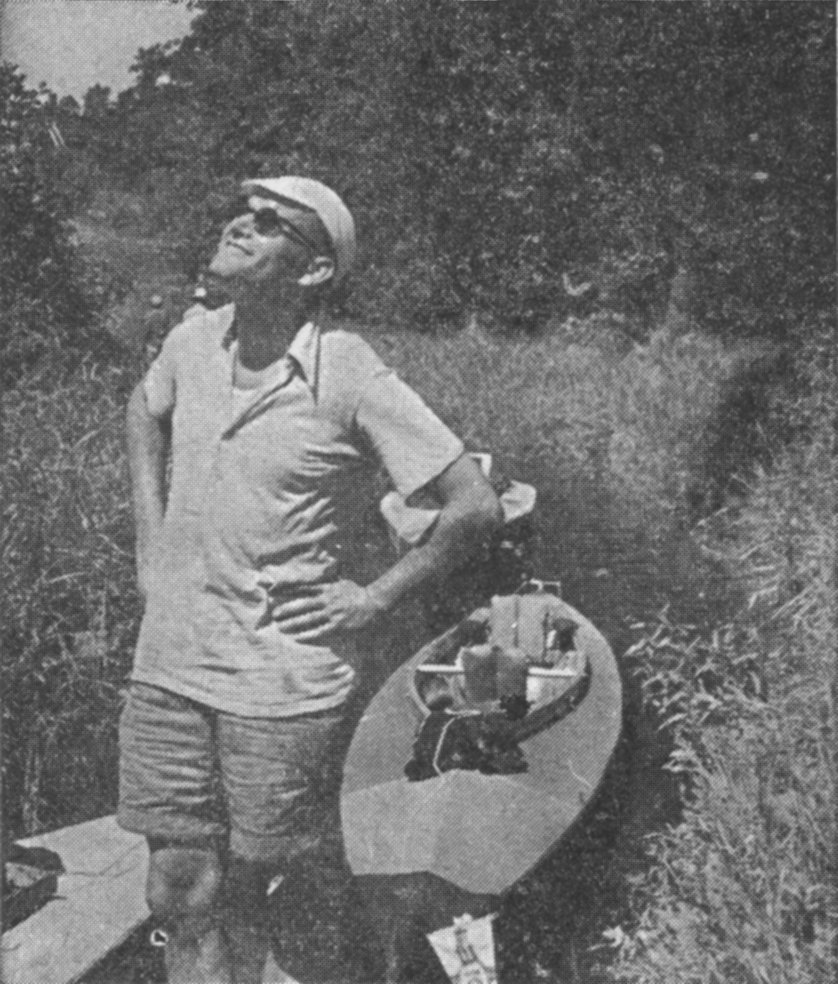
Karol Wojtyła na spływie kajakowym

13 października 1946 alumn Metropolitalnego Seminarium Duchownego w Krakowie, Karol Wojtyła, został subdiakonem, a tydzień później diakonem. 1 listopada 1946 w kaplicy w Pałacu Arcybiskupów Krakowskich kardynał Adam Stefan Sapieha wyświęcił Karola Wojtyłę na księdza. 2 listopada jako neoprezbiter odprawił mszę prymicyjną w krypcie św. Leonarda w katedrze na Wawelu. 15 listopada Karol Wojtyła wraz z klerykiem Stanisławem Starowieyskim poprzez Paryż wyjechał do Rzymu, aby kontynuować studia na Papieskim Międzynarodowym Athenaeum Angelicum (obecnie Papieski Uniwersytet Świętego Tomasza z Akwinu (Angelicum)) w Rzymie. Przez okres studiów zamieszkiwał w Kolegium Belgijskim, gdzie poznał wielu duchownych z krajów frankofońskich oraz z USA. W 1948 ukończył studia z dyplomem summa cum laude i otrzymał stopień doktora za dysertację pt. Problem wiary u św. Jana od Krzyża. Dla potrzeb doktoratu nauczył się języka hiszpańskiego, by czytać teksty tego karmelitańskiego klasyka mistyki chrześcijańskiej z XVI wieku w oryginale. Promotorem pracy doktorskiej Karola Wojtyły był ks. prof. Władysław Wicher.
W lipcu 1948 Karol Wojtyła został skierowany do pracy w parafii Wniebowzięcia Najświętszej Maryi Panny w Niegowici, gdzie spełniał zadania wikariusza i katechety. Wolny czas starał się spędzać z młodzieżą na łonie natury. W sierpniu 1949 został przeniesiony do parafii św. Floriana w Krakowie. Nadal wyprawiał się na wycieczki z młodzieżą. Aby zmylić ówczesną milicję, zdejmował podczas nich sutannę i pozwolił, by nazywano go „wujkiem”.
W 1951, po śmierci kardynała Adama Sapiehy, Karol Wojtyła został skierowany na urlop w celu ukończenia pracy habilitacyjnej. Dużo uwagi poświęcał także pracy publicystycznej, pisał eseje filozoficzne (np. Personalizm tomistyczny – o Tomaszu z Akwinu, O humanizmie św. Jana od Krzyża) i szkice. Często publikował w krakowskich periodykach katolickich: miesięczniku „Znak” i „Tygodniku Powszechnym”. W związku z habilitacją podjął systematyczne studia nad myślą etyczną fenomenologa Maxa Schelera, którego pisma czytał w oryginale. 12 grudnia 1953 jego praca Ocena możliwości oparcia etyki chrześcijańskiej na założeniach systemu Maksa Schelera została przyjęta jednogłośnie przez Radę Wydziału Teologicznego UJ, jednak Karol Wojtyła nie uzyskał habilitacji z powodu odmowy Ministerstwa Oświaty. Pisał wiele m.in. na temat chrześcijańskiej etyki seksualnej. W 1960 w wydawnictwie Towarzystwa Naukowego KUL, w którego szeregach – oprócz niego – znajdował się także m.in. kardynał Stefan Wyszyński, opublikował książkę Miłość i odpowiedzialność. Była ona owocem jego studiów oraz rozmów prowadzonych ze studentami i młodymi małżeństwami w czasie wypraw wakacyjnych.
Karol Wojtyła powrócił do przerwanych obowiązków. Wykładał m.in. w seminariach diecezji: krakowskiej, katowickiej i częstochowskiej (mieściły się one wszystkie w Krakowie) oraz na Wydziale Filozofii Katolickiego Uniwersytetu Lubelskiego. Jego wykłady obejmowały głównie teologię moralną i etykę małżeńską, ale ogarniały też szeroko pojętą historię filozofii.

### Biskup

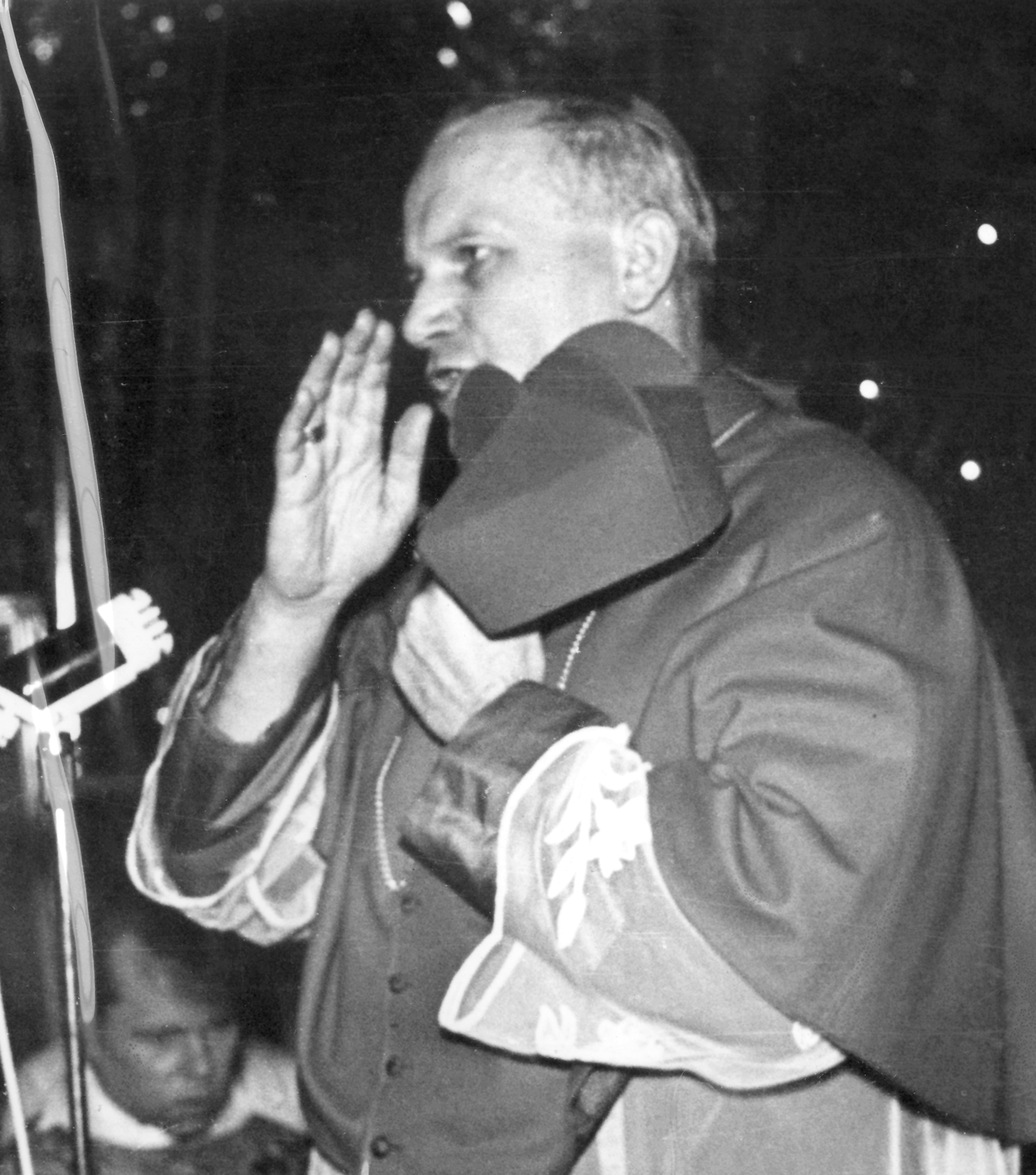
Wizytacja bazyliki Nawiedzenia Najświętszej Maryi Panny w Krakowie oo. Karmelitów na Piasku – początek czerwca 1967

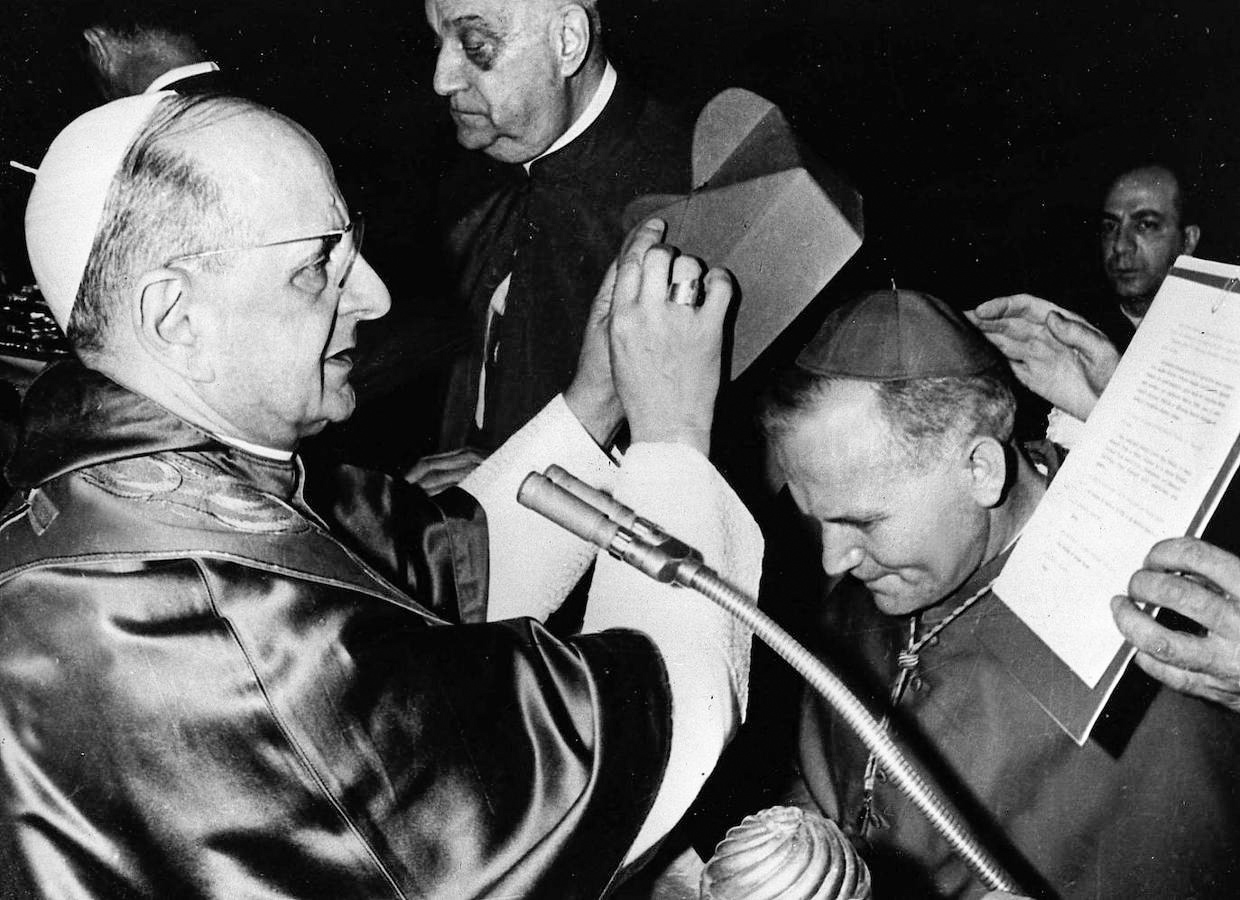
Proklamacja kardynała Karola Wojtyły przez papieża Pawła VI, czerwiec 1967

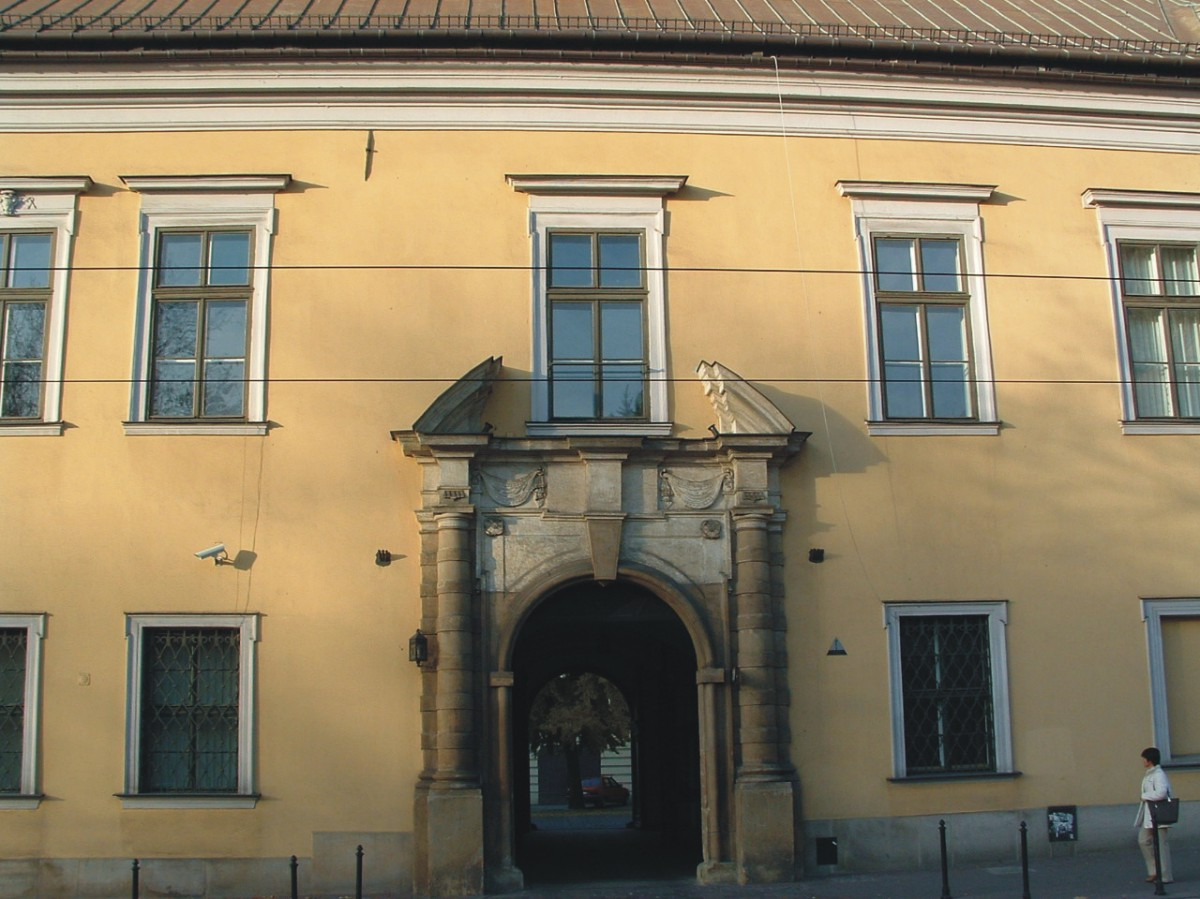
Ulica Franciszkańska 3, „Okno papieskie” nad bramą wjazdową do Pałacu Biskupiego w Krakowie

Herb kardynalski Karola Wojtyły jako arcybiskupa krakowskiego

4 lipca 1958 Karol Wojtyła został prekonizowany biskupem tytularnym Ombrii, a także biskupem pomocniczym Krakowa. Konsekracji biskupiej Karola Wojtyły dokonał 28 września 1958 w katedrze na Wawelu, arcybiskup Eugeniusz Baziak – metropolita krakowski i lwowski. Współkonsekratorami byli biskupi Franciszek Jop i Bolesław Kominek. W 1962 został krajowym duszpasterzem środowisk twórczych i inteligencji. Na okres biskupstwa Karola Wojtyły przypadły także obrady II soboru watykańskiego, w których aktywnie uczestniczył. Już w tym okresie bardzo dużo czasu poświęcał na podróże zagraniczne w celach ewangelizacyjnych i religijnych. W 1963 odbył pielgrzymkę do Ziemi Świętej.
Jako biskup przyjął, zgodnie z obyczajem, hasło przewodnie swej posługi, które brzmiało: Totus Tuus (łac. Cały Twój). Dewizę tę kierował do Matki Chrystusa. Inspiracją była duchowość maryjna francuskiego pisarza ascetycznego epoki baroku, św. Ludwika Marii Grignion de Montfort. Z jego książki Traktat o prawdziwym nabożeństwie do Najświętszej Maryi Panny Wojtyła przejął koncepcję „niewolnictwa duchowego”, rozumianego jako dobrowolne, ufne i całkowite poddanie swego życia wiary i posługi w Kościele duchowemu macierzyństwu Matki Bożej.
Uczestniczył we wszystkich czterech sesjach soboru watykańskiego II.
W listopadzie 1963 Wydział Administracyjny KC PZPR odrzucił trzy kandydatury, w tym Wojtyły na urząd biskupa ordynariusza krakowskiego, przedstawione przez prymasa Wyszyńskiego. Jednak już 19 grudnia 1963 premier PRL Józef Cyrankiewicz w liście do Wyszyńskiego nie zgłosił zastrzeżeń co do jego kandydatury.
30 grudnia 1963 został mianowany arcybiskupem metropolitą krakowskim (18 stycznia 1964 wydano stosowny dokument papieski), 19 stycznia 1964 (półtora roku po śmierci swego poprzednika, arcybiskupa Eugeniusza Baziaka) został prekonizowany arcybiskupem metropolitą krakowskim, zaś 8 marca 1964 w archikatedrze wawelskiej odbył się Ingres.

### Kardynał
29 maja 1967 został kreowany kardynałem, zaś 26 bądź 28 czerwca 1967 podczas konsystorza w kaplicy Sykstyńskiej otrzymał od papieża Pawła VI czerwony biret, a jego kościołem tytularnym stał się kościół św. Cezarego z Afryki.
Jako biskup diecezji krakowskiej wizytował parafie, odwiedzał klasztory (w tym zgromadzenie albertynów, założone przez św. brata Alberta). W 1965 otworzył proces beatyfikacyjny siostry Faustyny Kowalskiej, z której Dzienniczkiem oraz orędziem Miłosierdzia Bożego zapoznał się wcześniej. Spotykał się z inteligencją krakowską, zwłaszcza ze środowiskiem naukowym i artystycznym. Ponadto jeździł na Podhale i w Tatry.
Ogłosił drukiem (pod pseudonimem Andrzej Jawień) dramaty: Przed sklepem jubilera i jak misterium ujęte Promieniowanie ojcostwa, także poematy. W 1960 wydał filozoficzną monografię z zakresu etyki Miłość i odpowiedzialność, w 1969 monografię z zakresu antropologii Osoba i czyn, a w 1972 – publikację U podstaw odnowy. Studium o realizacji Vaticanum II. Pomimo obowiązków duszpasterskich systematycznie prowadził wykłady na Katolickim Uniwersytecie Lubelskim, kształtując tam swą szkołę badawczą z zakresu etyki. Według świadectwa Tadeusza Nowaka, kardynał Karol Wojtyła w 1970 był przeciwny rozsyłaniu i czytaniu w diecezji krakowskiej listu pasterskiego, który Episkopat Polski przygotowywał na 50. rocznicę wojny polsko-bolszewickiej.
Karol Wojtyła przez wiele lat był zaangażowany w sprawy Wydziału Teologicznego Uniwersytetu Jagiellońskiego, który decyzją Rady Ministrów w 1954 przestał być częścią Uniwersytetu. Kardynał Wojtyła zwracał uwagę na tę kwestię, kierując listy do duchownych i członków archidiecezji, oraz spotykał się z uczonymi, m.in. z Adamem Vetulanim, profesorem UJ. Vetulani jeszcze pod koniec lat 50. pomagał Wojtyle przy jego pracy nad Dekretem Gracjana i był dla niego autorytetem. W 1974, w sześćsetną rocznicę urodzin królowej Jadwigi, fundatorki Wydziału Teologicznego, Wojtyła skierował publiczny list do premiera rządu PRL. Rada Wydziału Teologicznego przedrukowała memoriał, domagając się zgodnie z sugestią Vetulaniego „stwierdzenia posiadania przez Papieski Wydział Teologiczny w Krakowie praw i przywilejów wyższej uczelni akademickiej”. Po latach, w 1997, już jako papież Jan Paweł II, podczas szóstej pielgrzymki do Polski, na spotkaniu z rektorami polskich uczelni pod sam koniec przemówienia przywołał swojego dawnego profesora: „Jeszcze chyba jedną postać i jedno wspomnienie muszę wypowiedzieć. W czasach zmagania się o Papieski Wydział Teologiczny, wydział sześćsetletni, bardzo wiele mi pomógł profesor Adam Vetulani. I wielu innych, ale wymieniam jego, bo był mi szczególnie bliski w tych czasach”.
Wojtyła zyskał dojrzałość jako myśliciel, sięgając do rozległej tradycji filozoficznej (grecka etyka klasyczna, św. Tomasz z Akwinu, fenomenologia), lecz też do Biblii i do mistyki (zawsze mu bliski święty Jan od Krzyża) i budując harmonijnie koncepcję zarówno z filozofii, jak i teologii: człowieka jako integralnej osoby. Człowiek jest zadomowiony pośród świata jako byt cielesno-duchowy, otwarty na transcendencję, a godność i wolność dał mu Bóg. Tym sposobem Karol Wojtyła stał się wybitnym przedstawicielem personalizmu. W filozofii reprezentował neotomizm fenomenologizujący. Swoje poglądy stosował też i przedstawiał w pracy duszpasterskiej.
Stał się znanym poza Polską autorytetem. Był, obok prymasa Polski kardynała Stefana Wyszyńskiego, najważniejszą postacią ówczesnego Episkopatu Polski. Z prymasem Tysiąclecia (bo tak go nazywał) ściśle współpracował, okazując szacunek dla jego doświadczenia i mądrości. Jako kardynał odbywał podróże zagraniczne, zapraszany także przez środowiska uniwersyteckie. Wiosną 1976 papież Paweł VI zaprosił go do Watykanu, by w dniach 7–13 marca głosił tam rekolekcje wielkopostne (wydane później w publikacji książkowej).

### Wybór na papieża
Po niespodziewanej śmierci Jana Pawła I 14 października 1978 w kaplicy Sykstyńskiej rozpoczęło się konklawe, którym wzięło udział 111 kardynałów. Wśród papabili wymieniano Giuseppe Siriego i Giovanniego Benellego. Nie uzyskali oni jednak odpowiedniej liczby 75 głosów. W tej sytuacji zaczęto promować nie-Włochów, m.in. Johannesa Willebrandsa i Eduarda Francisca Pironio.
16 października 1978 w ósmym głosowaniu kard. Karol Wojtyła, który nie był wymieniany wśród papabili, został wybrany na papieża. Według szacunków jego kandydaturę poparło 99 kardynałów na 111 głosujących. O wyborze zadecydowała m.in. postawa kard. Siriego i jego zwolenników, kampania na rzecz Karola Wojtyły, prowadzona przez kard. Franza Königa oraz namowa kard. Stefana Wyszyńskiego do wyrażenia zgody. Początkowo chciał nazywać się Stanisławem I, na cześć św. Stanisława, jednak kardynałowie wskazali mu, że jest to imię nienależące do tradycji rzymskiej i przybrał imię Jana Pawła II. O 18:18 z komina kaplicy Sykstyńskiej uniósł się biały dym. Wynik wyboru ogłosił kard. Pericle Felici o godzinie 18:44.
Kilka minut później nowy papież przedstawił się tłumowi zgromadzonemu na placu św. Piotra. Wbrew temu, co przewidywał ceremoniał, postanowił wygłosić do tłumu mowę powitalną. W swoim krótkim przemówieniu oświadczył, że wezwano go „z dalekiego kraju”. Prośbą by poprawiono go, jeśli się pomyli „w naszym języku włoskim” od razu przezwyciężył nieufność Włochów. Na koniec udzielił pierwszego błogosławieństwa Urbi et Orbi. Formalna inauguracja pontyfikatu miała miejsce w trakcie mszy św. na placu św. Piotra 22 października 1978.
Jan Paweł II był pierwszym papieżem z Polski, jak również pierwszym po 455 latach (od czasu pontyfikatu Hadriana VI) biskupem Rzymu niebędącym Włochem oraz mając 58 lat, został wybrany najmłodszym papieżem od czasu wyboru Piusa IX w 1846, który w chwili wyboru miał 54 lata. Wielokrotnie sam przywoływał słowa wiersza „Słowiański Papież” Juliusza Słowackiego.

## Pontyfikat

### Lata 1978–1981

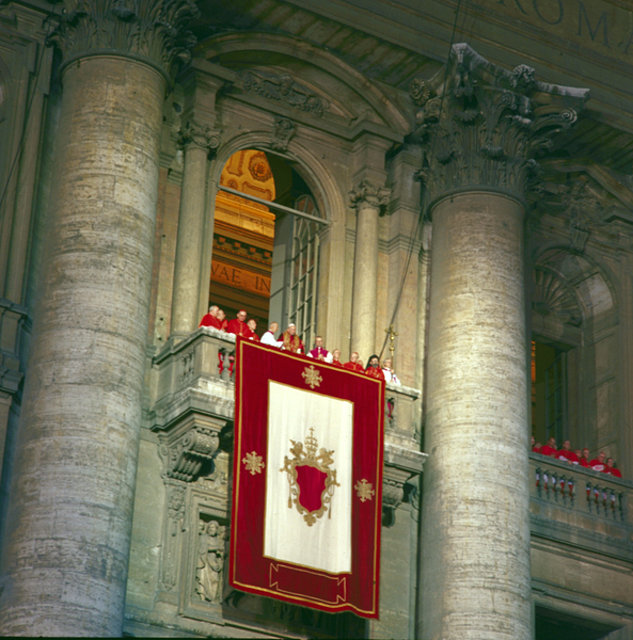
Karol Wojtyła jako Jan Paweł II na balkonie bazyliki św. Piotra w dniu wyboru

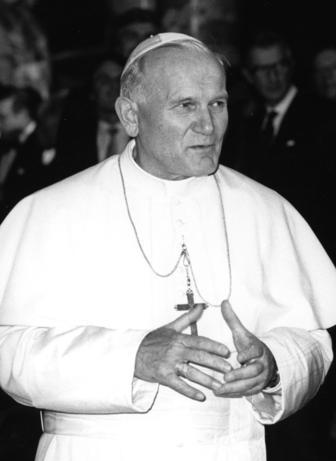
Jan Paweł II podczas wizyty w Niemczech w 1980

Głównym wykładnikiem pontyfikatu Karola Wojtyły były pielgrzymki. Z tego też powodu został on wkrótce potem nazwany: „papieżem-pielgrzymem”. Swoją pierwszą podróż apostolską odbył w styczniu 1979 do Meksyku (gdzie otworzył Konferencję Biskupów Ameryki Łacińskiej) i do kilku państw Ameryki Łacińskiej. Podkreślił tam również, że politycy krajów w większości katolickich przy okazji sprawowania władzy powinni pamiętać o prawach człowieka, wolności religijnej i godności ludzkiej. Po powrocie do Rzymu w marcu wydał swoją pierwszą encyklikę – Redemptor hominis, w której podkreślił nauki głoszone w krajach odwiedzonych podczas pielgrzymki, a także rozszerzył nauki o sprawiedliwość społeczną.
W czerwcu tego samego roku udał się w pierwszą pielgrzymkę do Polski, gdzie podczas tej wizyty padły słynne później słowa: Wołam, ja, syn polskiej ziemi, a zarazem ja, Jan Paweł II, papież. Wołam z całej głębi tego Tysiąclecia, wołam w przeddzień Święta Zesłania, wołam wraz z wami wszystkimi: Niech zstąpi Duch Twój! Niech zstąpi Duch Twój i odnowi oblicze ziemi. Tej ziemi!, które pochodzą z Biblii. Głoszone przez niego nauki walnie przyczyniły się do późniejszych transformacji ustrojowych w europejskich państwach bloku wschodniego.
5 września, w ramach środowej audiencji generalnej, rozpoczął pierwszy cykl katechez o sakramencie małżeństwa jako przygotowanie do mającego się odbyć rok później synodu o rodzinie. Katechezy te, z przerwami, będzie kontynuował do 1984. Zostaną opublikowane w 1986 w formie książkowej pt. Mężczyzną i niewiastą stworzył ich. Ich echo rozeszło się po całym świecie, zyskując popularną nazwę Teologia ciała .
Na przełomie września i października papież udał się w swą trzecią podróż – do Irlandii, a następnie do USA, gdzie skrytykował postawy kapitalistyczne i wyzyskiwanie biednych państw przez bogate. Odwiedził wówczas także siedzibę ONZ. W listopadzie odbył swoją ostatnią podróż w 1979. W Stambule spotkał się z patriarchą Konstantynopola Dymitrem I. Uważa się, że był to jego pierwszy krok jako papieża w stronę budowania relacji ekumenicznych z prawosławiem.
Na ten okres przypada także ostre upomnienie Kongregacji Nauki Wiary dla niemieckiego księdza teologa, Hansa Künga (za głoszenie nauk niezgodnych z doktryną Kościoła) oraz wydanie kolejnej papieskiej encykliki – Dives in misericordia.
Po wyborze Karola Wojtyły na papieża Józef Mackiewicz zaproponował w paryskiej „Kulturze”, by papież odprawił mszę za polskich oficerów i intelektualistów pomordowanych w 1940 roku. Polacy w Ameryce zebrali nawet na ten cel pieniądze, które zostały przesłane w ofierze do Rzymu. Jan Paweł II jednak odmówił, a władze kościelne zerwały dotychczasowe kontakty z Mackiewiczem.

### Zamachy na Jana Pawła II

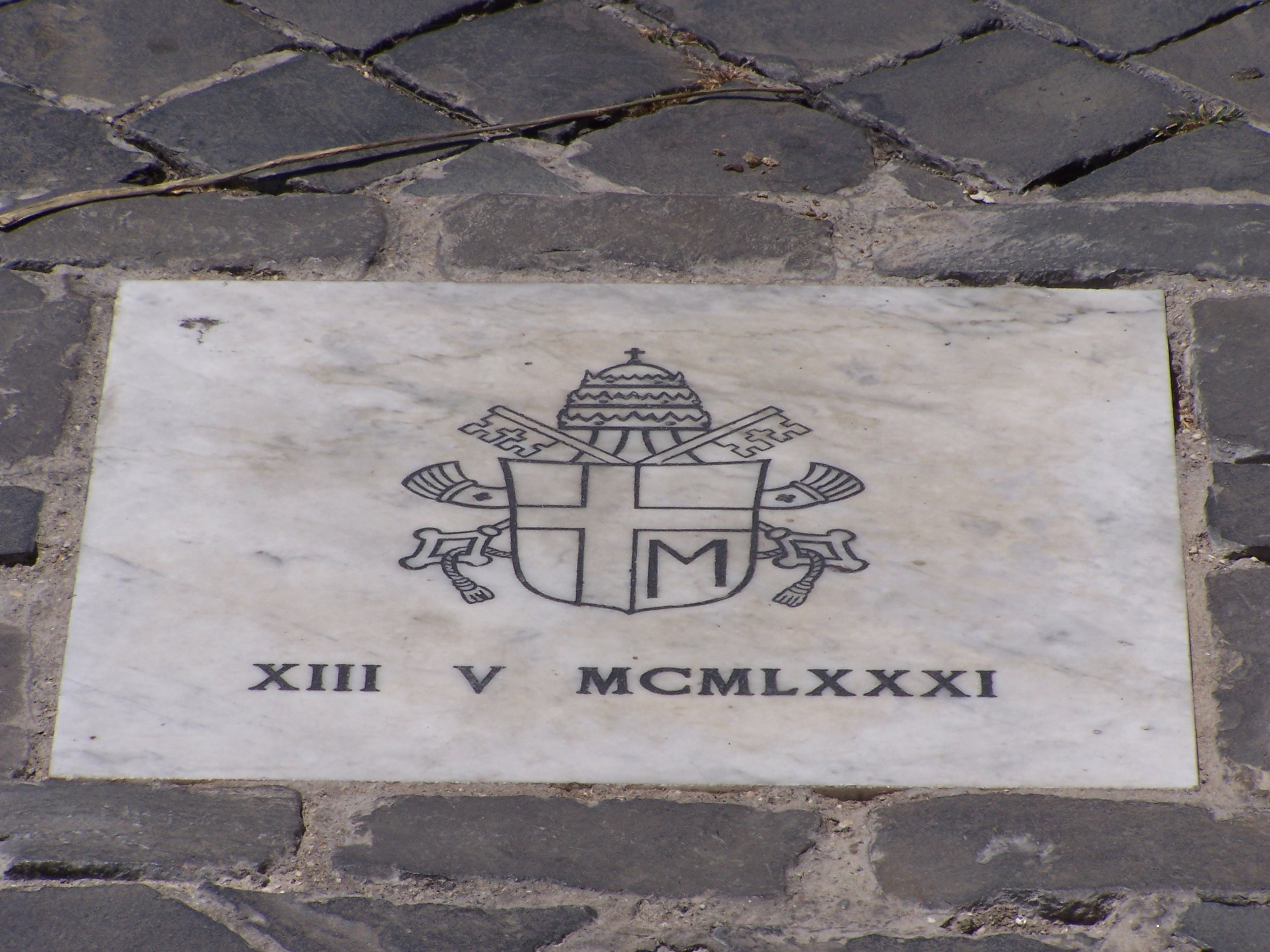
Płyta na placu św. Piotra w miejscu, w którym dokonano zamachu na Jana Pawła II

13 maja 1981, podczas audiencji generalnej na placu św. Piotra w Rzymie, o godzinie 17:19, Jan Paweł II został postrzelony przez tureckiego zamachowca Mehmeta Alego Ağcę. Jak ustalili śledczy, chwilę wcześniej Ali Ağca mierzył w jego głowę, jednak Jan Paweł II schylił się wtedy do małej dziewczynki (Sara Bartoli) i wziął ją na ręce. Zamachowiec opóźnił oddanie strzału prawdopodobnie, dlatego że dziewczynka, którą papież trzymał na rękach, lekko przysłoniła go, co uniemożliwiło zamachowcowi dokładne wycelowanie. Ranny papież osunął się w ramiona stojącego za nim sekretarza, Stanisława Dziwisza. Ochrona przewiozła Jana Pawła II do polikliniki Gemelli, gdzie poddano papieża sześciogodzinnej operacji. Papież wierzył, że swojego ocalenia nie zawdzięczał tylko szczęściu – wyraził to słowami: „Jedna ręka strzelała, a inna kierowała kulę”. Zamach miał miejsce 13 maja, podobnie jak pierwsze objawienie Matki Boskiej w Fátimie w 1917. Jan Paweł II spędził na rehabilitacji w szpitalu 22 dni. Później wielokrotnie cierpiał z powodu różnorodnych dolegliwości, będących następstwem postrzału.
Dokładnie rok później papież udał się do Fatimy, by podziękować Niepokalanemu Sercu Maryi za uratowanie go od śmierci. Został wówczas zaatakowany bagnetem przez Juana Maríę Fernándeza y Krohna, lecz nie odniósł poważnych obrażeń.

### Lata 1981–1989
Jeszcze odbywając rekonwalescencję, papież wydał kolejną encyklikę – Laborem exercens, w której zaapelował o godziwe traktowanie pracowników, niekonsumpcjonistyczny system sprawowania rządów i nowy ład społeczno-ekonomiczny. W tym samym czasie w Polsce zawiązał się Związek Zawodowy „Solidarność”, z którym papież sympatyzował. W grudniu 1981 prezes Rady Ministrów Wojciech Jaruzelski wprowadził stan wojenny, co doprowadziło do represji wobec członków „Solidarności”. W tym okresie Jan Paweł II często prowadził prywatne rozmowy z władzami polskimi i radzieckimi.

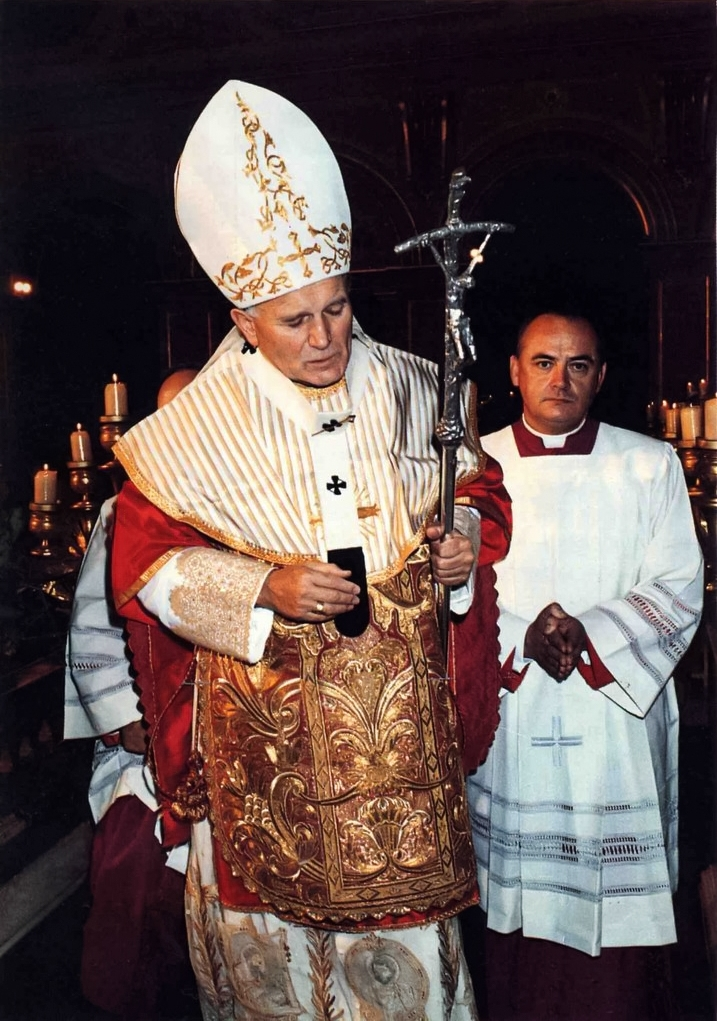
Jan Paweł II w 1984.

W 1982 papież odbył pierwszą w historii pielgrzymkę do Wielkiej Brytanii, gdzie doszło do spotkania z głową Kościoła anglikańskiego – królową Elżbietą II, a także z przedstawicielami polskich władz emigracyjnych. Rok później, podczas wizyty w Afryce Środkowej, papież apelował o pokój w państwach ogarniętych wojną domową. W 1986 papież odwiedził zlaicyzowaną Holandię, gdzie został chłodno przyjęty przez postępowych katolików.
Z punktu widzenia religijnego i ekumenicznego przełomowy był rok 1986, kiedy to papież modlił się w Asyżu wspólnie z przywódcami wielkich religii o pokój na świecie (27 października). Oprócz tego był pierwszą głową Kościoła katolickiego, który odwiedził synagogę (Rzym). Na okres lat osiemdziesiątych przypada także zaangażowanie papieża w sprawy doktrynalne. Podobnie jak w przypadku Hansa Künga, cofnięto zezwolenia na działalność naukową lub udzielono upomnień od Kongregacji Nauki Wiary. Upomniano m.in. Charlesa Currana, Edwarda Schillebeeckxa (za głoszenie poglądów niezgodnych z doktryną wiary), Gustavo Gutiérreza i Leonardo Boffa (za popieranie teologii wyzwolenia). W 1988 Jan Paweł II ekskomunikował konserwatywnego arcybiskupa Marcela Lefebvre’a (od którego pochodzi ruch lefebrystów).
W 1982 nadał status prałatury personalnej instytucji Opus Dei.

### Jesień Ludów w Europie Wschodniej
Zdaniem historyków papież, popierając ideę niezależnych, wolnych związków zawodowych, walnie przyczynił się do upadku systemów komunistycznych w państwach bloku wschodniego. Zapoczątkowały to wydarzenia w Polsce z 1989: w kwietniu nastąpiło zalegalizowanie związków zawodowych, a w czerwcu odbyły się pierwsze częściowo wolne wybory. Jan Paweł II, podobnie jak włoscy politycy, uważał wybór generała Wojciecha Jaruzelskiego na prezydenta Polskiej Rzeczypospolitej Ludowej za konieczną gwarancję realizacji postanowień Okrągłego Stołu. W przemówieniu z początku lipca, ostrzegał Polaków przed nadużywaniem wolności.
Po tych wydarzeniach podobne zmiany ustrojowe rozpoczęły się w innych państwach, m.in.: aksamitna rewolucja na Czechosłowacji, Trójkątny Stół na Węgrzech czy Okrągły Stół w Bułgarii. W tym czasie, ówczesny przywódca ZSRR, Michaił Gorbaczow odwiedził Jana Pawła II w Watykanie, jako pierwszy władca tego kraju w historii. Dwa lata później, kiedy Gorbaczow był już prezydentem, Związek Radziecki rozpadł się.

### Lata 1989–2000
Jeszcze w 1990, dzięki dobrym relacjom z Gorbaczowem, Stolica Apostolska nawiązała stosunki dyplomatyczne z Federacją Rosyjską. Zarazem jego ustalenia z prezydentem USA, Billem Clintonem, doprowadziły do ustalenia w 1994 stanowiska ws. wspólnego działania Stanów Zjednoczonych i Watykanu, na rzecz pokoju na świecie. Zaowocowało to kolejnym wystąpieniem przed Zgromadzeniem Ogólnym Narodów Zjednoczonych (w 1995), gdzie Jan Paweł II zaapelował o uwolnienie przyszłości polityki i ludzi od obciążenia cynizmem. Ponadto ze względu na dobre stosunki z wyznawcami judaizmu w 1993 Stolica Apostolska uznała państwo Izrael.
Lata 90. były kolejną dekadą naznaczoną licznymi pielgrzymkami, choć z powodu operacji stawu biodrowego w 1994, papież musiał nieco ograniczyć swoją działalność misyjną. Jeszcze w 1992 odbył podróż do Afryki, gdzie w senegalskim Domu Niewolników na Gorée modlił się o przebaczenie dla handlarzy czarnoskórej ludności, którzy sprzedawali niewolników do pracy przy zbiorach kawy i bawełny. W latach 1995–1996 odbył też pielgrzymki do państw Ameryki Środkowej i Centralnej, a także na Filipiny – największego katolickiego państwa Azji.
Początek dekady to także starania papieża o pokój na świecie – zwłaszcza w ogarniętych wojnami domowymi państwach afrykańskich oraz na Bałkanach. Niektóre papieskie działania pozostawały jednak bez odpowiedzi, jak choćby apele o zaprzestanie wojen w Zatoce Perskiej oraz o zniesienie embarga nałożonego na Kubę. Prawdopodobnie dzięki takiemu stanowisku, kiedy w 1998 wizytował ten kraj został ciepło przyjęty przez komunistycznego prezydenta Fidela Castro, co doprowadziło do większej akceptacji kubańskiego Kościoła katolickiego przez władze.
W tym czasie Jan Paweł II zadbał także o reformę Kościoła. Jeszcze pod koniec lat 80. zreformował Kurię Rzymską, a w 1992 wydał nowy Katechizm Kościoła katolickiego. Siedem lat później poparł działania na rzecz ochronę środowiska naturalnego, uznając, że niszczenie środowiska może być grzechem ciężkim.

### Jubileusz Roku 2000
Od początku pontyfikatu planem papieża było wprowadzić Kościół w nowe tysiąclecie. Z okazji roku milenijnego postanowił to uczcić, ogłaszając obchody Roku Jubileuszowego. Obchody poprzedziły jedne z ważniejszych wydarzeń pontyfikatu pod względem dialogu z innymi religiami. W marcu 2000 papież odbył pielgrzymkę do Ziemi Świętej i spotkał się w Jerozolimie z premierem Izraela Ehudem Barakiem. W trakcie pielgrzymki papież odwiedził m.in. instytut Jad Waszem, poświęcony ofiarom Holocaustu, a także modlił się przy Ścianie Płaczu.

### Lata 2000–2005

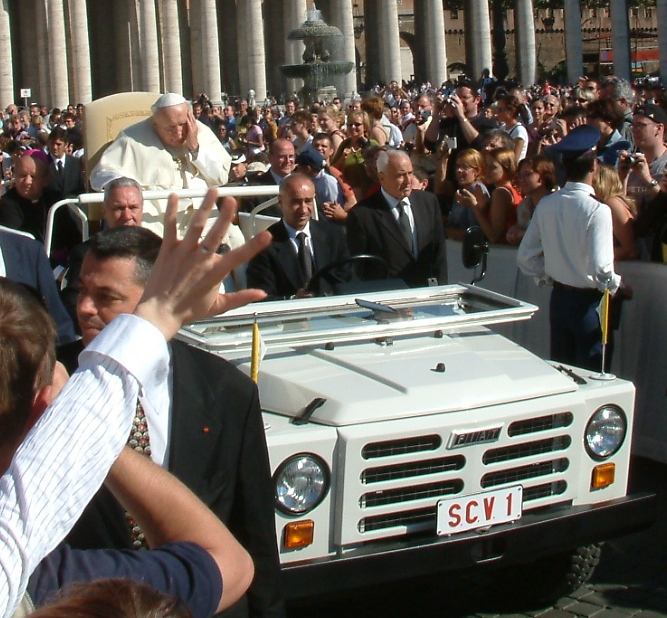
Papież Jan Paweł II podczas audiencji generalnej w dniu 29 września 2004 na placu św. Piotra w Rzymie

W ostatnich latach pontyfikatu Jan Paweł II musiał ograniczyć swoją aktywność ze względu na stan zdrowia. Postępująca choroba Parkinsona oraz przebyte w latach 90. operacje znacznie nadszarpnęły zdrowie papieża i zmusiły do mniejszej ilości pielgrzymek, jednak pomimo tego nie rozważał możliwości rezygnacji. Od 2003 jego stan nie pozwolił mu już poruszać się w pozycji stojącej, więc pokazywał się publicznie wyłącznie siedząc.
Od 14 marca 2004 pontyfikat Jana Pawła II jest uznawany za najdłuższy, po pontyfikacie św. Piotra i bł. Piusa IX. Był papieżem przez 26 i pół roku (9666 dni). Długość jego pontyfikatu podkreśla także kontrast z papiestwem jego poprzednika Jana Pawła I, który papieżem był jedynie 33 dni. Osobistym sekretarzem Jana Pawła II przez cały pontyfikat był Stanisław Dziwisz (od 2006 kardynał). Jego drugim osobistym sekretarzem był natomiast Mieczysław Mokrzycki.
Pomimo choroby, usiłował doprowadzić do powstrzymania inwazji na Irak. Z tego powodu 13 stycznia 2003 Jan Paweł II apelował do przedstawicieli korpusu dyplomatycznego o pokój w Iraku: Nie wolno się uciekać do wojny, nawet gdy chodzi o tzw. dobro wspólne. Zaznaczał, że wojna jest zawsze porażką ludzkości i jedynie w skrajnej ostateczności oraz na bardzo rygorystycznych warunkach może być ona ogłaszana. Potępił wszelkie formy przemocy, w tym przede wszystkim terroryzm.

### Pielgrzymki

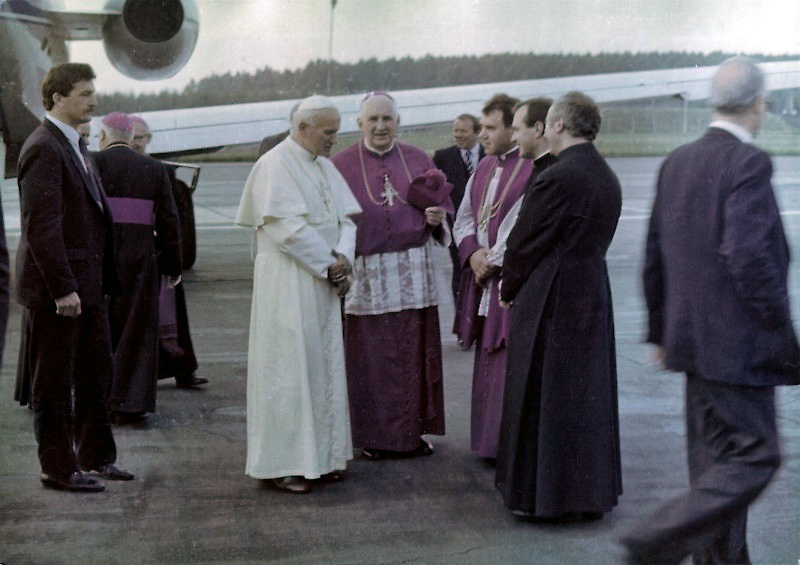
Papież na lotnisku w Gdyni, 11 czerwca 1987

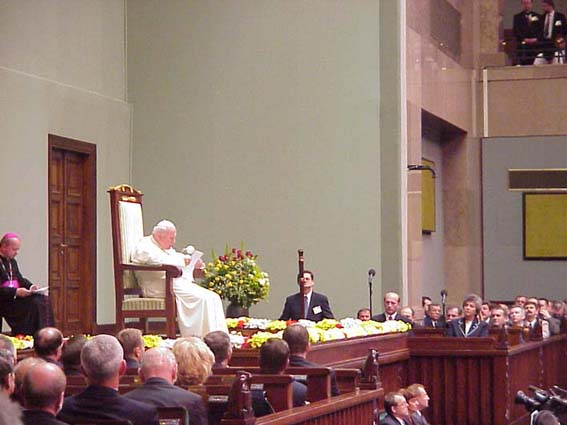
Jan Paweł II w Sejmie Rzeczypospolitej Polskiej w 1999

Liczba podróży apostolskich Jana Pawła II
9+
8
7
5
4
3
2
1
0

Charakterystycznym elementem pontyfikatu Jana Pawła II były podróże zagraniczne. Odbył ich 104, odwiedzając wszystkie zamieszkane kontynenty. W wielu miejscach, które odwiedził, nigdy przedtem nie postawił stopy żaden papież. Był m.in. pierwszym papieżem, który odwiedził Wielką Brytanię (od 1534 Kościół Anglii nie uznaje władzy zwierzchniej Stolicy Apostolskiej), jest też pierwszym w historii papieżem, który odwiedził Biały Dom oraz jest też pierwszym papieżem, który odwiedził Sejm RP. Mimo wielu zabiegów nie udało mu się jednak odbyć pielgrzymki do Rosji, prawdopodobnie ze względu na niechęć ze strony patriarchatu moskiewskiego, który zarzuca Watykanowi prozelityzm.
Jan Paweł II jako papież najwięcej razy odwiedził m.in. Polskę (9 razy), USA (7 razy), Francję (7 razy) oraz spotykał się z młodzieżą na Światowych Dniach Młodzieży (9 razy).
Jan Paweł II odbył także blisko 100 podróży na terenie Włoch (najważniejsze z nich):
- 20–22 maja 1985 – Mediolan
- 8–10 maja 1993 – Sycylia
- 5 września 2004 – Loreto.

### Beatyfikacje i kanonizacje
Podczas swojego pontyfikatu Jan Paweł II beatyfikował i kanonizował więcej osób niż wszyscy jego poprzednicy w okresie pięciu poprzedzających wieków. Ogłosił błogosławionymi w sumie 1338 ludzi, a świętymi 482 osoby, podczas 51 uroczystości.

### Nominacje kardynalskie
Jan Paweł II na 9 konsystorzach kreował 231 kardynałów, w tym arcybiskupa Jorge Mario Bergoglio, późniejszego papieża Franciszka. Mianował także 4 kardynałów in pectore – nazwisko jednego z nich nigdy nie zostało ujawnione.

## Ostatnie lata

### Choroba i śmierć

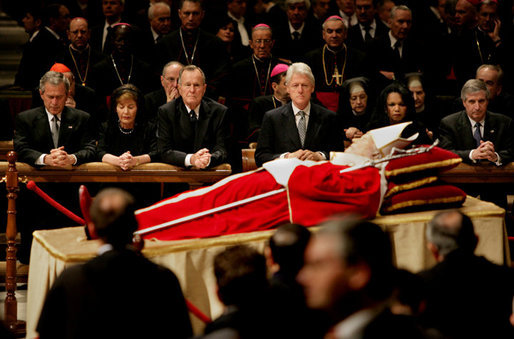
Ciało Jana Pawła II, wystawione w bazylice św. Piotra; w tle widać prezydentów USA: George’a W. Busha (z żoną Laurą), George’a H.W. Busha i Billa Clintona oraz sekretarz stanu Condoleezzę Rice i Andrew Card

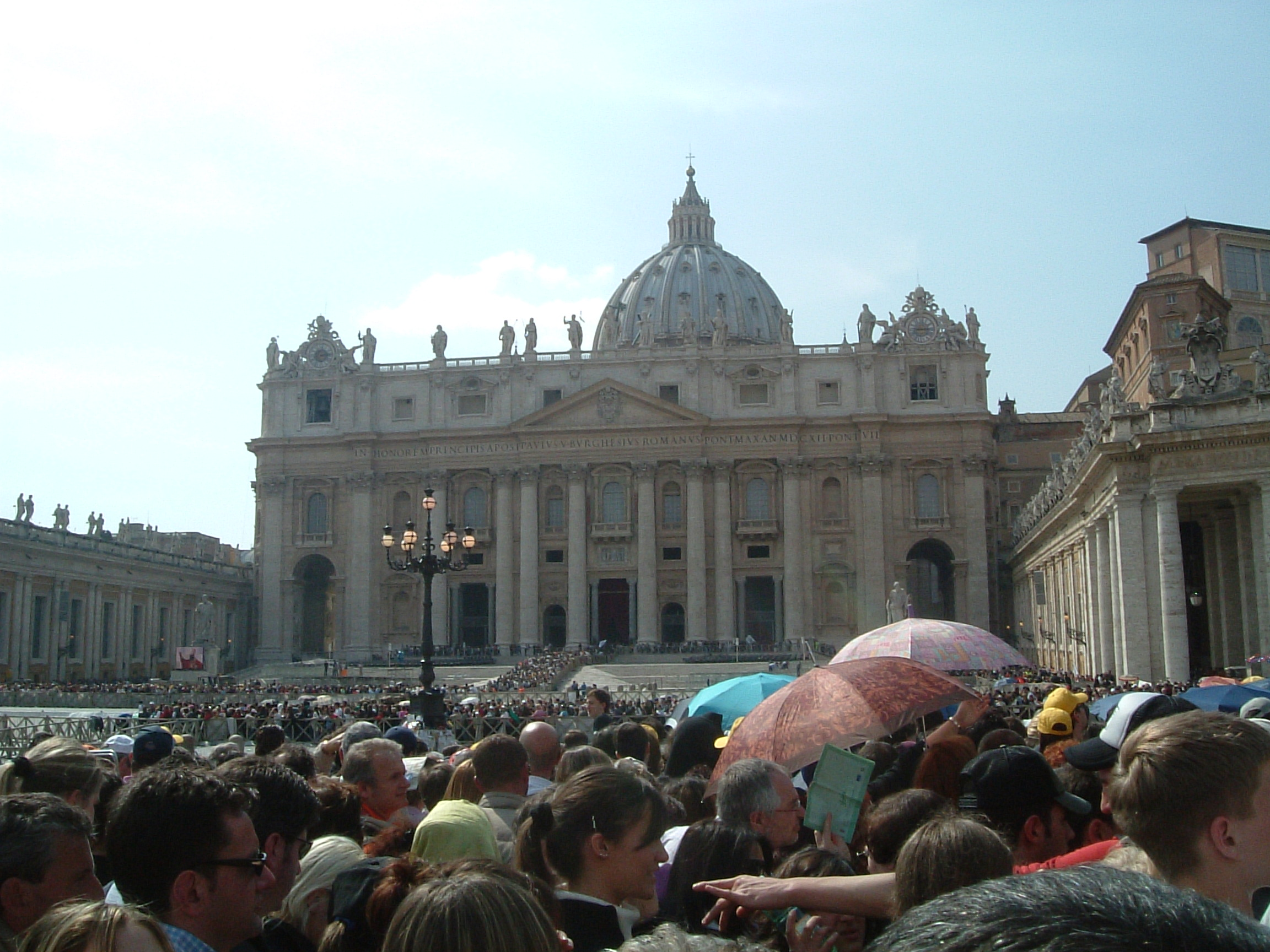
Tłumy wiernych oczekujących w kolejce, aby oddać hołd zmarłemu Janowi Pawłowi II, przechodząc obok jego ciała wystawionego w bazylice św. Piotra na Watykanie (5 kwietnia 2005)

Jan Paweł II od 1992 cierpiał na postępującą chorobę Parkinsona. Mimo licznych spekulacji i sugestii ustąpienia z funkcji, które nasilały się w mediach zwłaszcza podczas kolejnych pobytów papieża w szpitalu, pełnił ją aż do śmierci. W lipcu 1992 przeszedł operację w celu usunięcia guza nowotworowego na jelicie grubym. Jego długoletnie zmagania z chorobą i ze starością były osobistym przykładem głoszonych na ten temat poglądów, w których podkreślał godność ludzkiego cierpienia i odnosił je do męki Chrystusa. 13 maja 1992 papież, w 11. rocznicę zamachu, ustanowił Światowy Dzień Chorego.
Nagłe pogorszenie stanu zdrowia papieża rozpoczęło się 1 lutego 2005. Przez ostatnie dwa miesiące życia Jan Paweł II wiele dni spędził w szpitalu i nie udzielał się publicznie. Przeszedł grypę oraz zabieg tracheotomii, wykonany z powodu niewydolności oddechowej.
W czwartek 31 marca tuż po godzinie 11, gdy Jan Paweł II udał się do swej prywatnej kaplicy, wystąpiły u niego silne dreszcze, ze wzrostem temperatury ciała do 39,6 °C. Był to początek wstrząsu septycznego połączonego z zapaścią sercowo-naczyniową. Czynnikiem wywołującym była infekcja dróg moczowych w osłabionym chorobą Parkinsona i niewydolnością oddechową organizmie.
Uszanowano wolę papieża, który chciał pozostać w domu. Podczas mszy przy jego łożu, którą Jan Paweł II koncelebrował z przymkniętymi oczyma, kardynał Marian Jaworski udzielił mu sakramentu namaszczenia. 2 kwietnia, w dniu śmierci, o godzinie 7:30 rano, papież zaczął tracić przytomność, a późnym porankiem przyjął jeszcze watykańskiego sekretarza stanu kardynała Angela Sodano. Później tego samego dnia doszło do gwałtownego wzrostu temperatury. Około godziny 15:30 bardzo słabym głosem papież powiedział: Pozwólcie mi iść do domu Ojca. O godzinie 19 wszedł w stan śpiączki, a monitor wykazał postępujący zanik funkcji życiowych. Osobisty lekarz papieski Renato Buzzonetti stwierdził śmierć papieża Jana Pawła II o godzinie 21:37 czasu miejscowego, a elektrokardiograf wyłączono po 20 minutach od tej chwili. Zmarł po zakończeniu Apelu jasnogórskiego, w pierwszą sobotę miesiąca i wigilię Święta Miłosierdzia Bożego, w 9666. dniu swojego pontyfikatu. Informację o śmierci papieża podał na placu świętego Piotra abp Leonardo Sandri, mówiąc: Najdrożsi bracia i siostry, o godz. 21.37 nasz ukochany Ojciec Święty powrócił do Domu Ojca. Módlmy się za niego. W ciągu ostatnich dwóch dni życia nieustannie towarzyszyli mu wierni z całego świata, śledząc na bieżąco wiadomości dochodzące z Watykanu oraz trwając na modlitwie w jego intencji.
Po otrzymaniu zgody kardynała kamerlinga Eduarda Somala 3 kwietnia 2005 zabalsamowane ciało Jana Pawła II umieszczono na katafalku, ubrano w ozdobne szaty papieskie i wystawiono na widok publiczny w Sali Klementyńskiej Pałacu Apostolskiego. Następnego dnia zostało przeniesione do bazyliki Świętego Piotra, dostępne dla delegacji państwowych i pielgrzymów przybyłych na obrzędy pogrzebowe.

### Pogrzeb

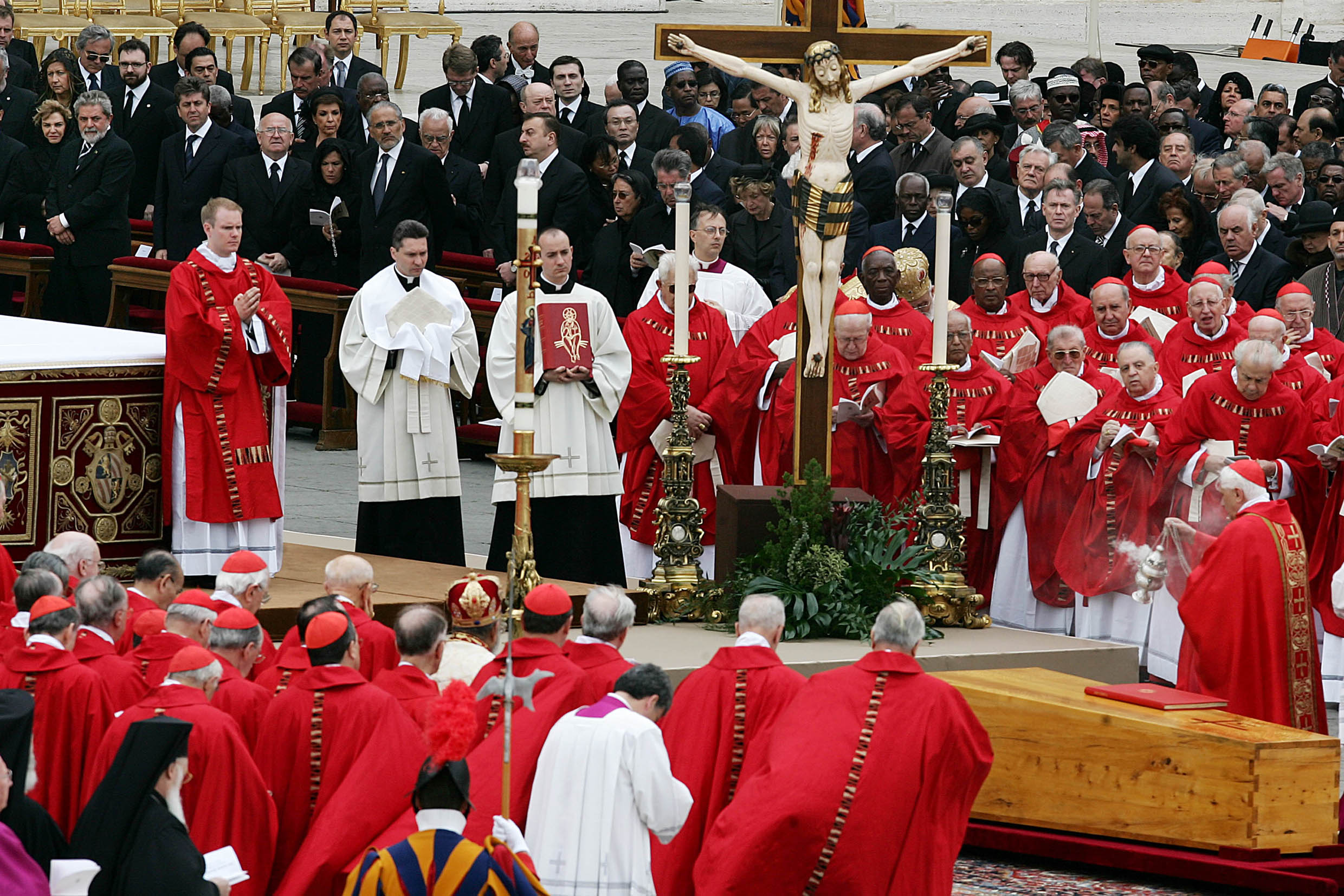
Uroczystość pogrzebowa Jana Pawła II

Pogrzeb Jana Pawła II odbył się 8 kwietnia 2005. Trumnę z prostych desek z drewna cyprysowego (symbolu nieśmiertelności) ustawiono wprost na rozłożonym na bruku placu św. Piotra dywanie. Mszy świętej koncelebrowanej przez kilka tysięcy kardynałów, arcybiskupów, biskupów i patriarchów katolickich Kościołów wschodnich przewodniczył dziekan kolegium, kardynał Joseph Ratzinger (który 11 dni później został następcą zmarłego papieża). Uczestniczyło w niej na placu św. Piotra ok. 300 tysięcy wiernych oraz 200 prezydentów i premierów, a także przedstawiciele różnych religii światowych, w tym duchowni islamscy i żydowscy. Wielu zgromadzonych na uroczystości ludzi miało ze sobą transparenty z włoskim napisem santo subito („święty natychmiast”). W całym Rzymie przed ekranami rozstawionymi w wielu miejscach miasta zgromadziło się 5 mln ludzi, w tym ok. 1,5 mln Polaków.
Procesji z trumną przewodniczył kardynał kamerling, Eduardo Martínez Somalo. W krypcie Jana XXIII w Grotach Watykańskich trumnę złożono w drugiej, cynkowej, którą szczelnie zalutowano, a tę w trzeciej, wykonanej z drewna orzechowego. Do trumny został włożony woreczek z medalami wybitymi w czasie pontyfikatu Jana Pawła II oraz umieszczony w ołowianym pojemniku akt, który zawiera najważniejsze fakty z okresu jego pontyfikatu. Trumny zostały opatrzone watykańskimi pieczęciami. W złożeniu trumny uczestniczyli jedynie najbliżsi współpracownicy papieża, arcybiskupi Stanisław Dziwisz i Piero Marini.
Grobowiec Jana Pawła II początkowo był umiejscowiony w krypcie w podziemiach bazyliki Świętego Piotra, w pobliżu miejsca, gdzie według tradycji ma znajdować się grobowiec św. Piotra. W tym samym miejscu przez 37 lat (w latach 1963–2000), do czasu beatyfikacji, pochowany był papież Jan XXIII.
W ramach uroczystości związanych z beatyfikacją 29 kwietnia 2011 w obecności kardynała Tarcisio Bertone dokonano otwarcia grobu i wyjęcia z niego trumny z ciałem papieża Jana Pawła II. Następnie trumna bez otwierania została wystawiona na widok publiczny w bazylice Świętego Piotra, gdzie odwiedził ją m.in. papież Benedykt XVI.
Po uroczystościach związanych z beatyfikacją Jana Pawła II, 2 maja 2011, trumna ze szczątkami Jana Pawła II została złożona, w dotychczasowym miejscu pochówku bł. Innocentego XI, w kaplicy Świętego Sebastiana bazyliki Świętego Piotra, na lewo od Piety Michała Anioła. Trumnę przykryto płytą z białego marmuru, na której widnieje napis: „Beatus Ioannes Paulus PP. II”. Nowy grób został udostępniony dla wiernych 3 maja 2011. Poprzednia płyta nagrobna, po obrzędach beatyfikacyjnych w 2011, została przewieziona do Krakowa i spoczywa w łagiewnickim sanktuarium Błogosławionego Jana Pawła II, stanowiącym część Centrum Jana Pawła II „Nie lękajcie się”.

### Reakcje na śmierć
Rada Ministrów uchwałą z 3 kwietnia 2005 nr 80/2005 opublikowaną w Monitorze Polskim numer 19, pozycja 307 wprowadziła żałobę narodową na terytorium Rzeczypospolitej Polskiej od 3 kwietnia 2005 do dnia pogrzebu, ponadto zwróciła się z apelem do wszystkich obywateli Rzeczypospolitej Polskiej, władz państwowych, samorządowych, organizacji społecznych i zawodowych, innych podmiotów i instytucji oraz organizatorów imprez masowych o zachowanie żałoby narodowej i wspólne uczczenie pamięci Jego Świątobliwości Papieża Jana Pawła II.
Na czas żałoby w miastach odwoływano zaplanowane seanse filmowe, przedstawienia teatralne oraz wszelkie inne imprezy rozrywkowe. TVP zaprzestała także transmisji meczów Ligi Mistrzów. Stacje telewizyjne większość (a TVP i TVN24 – całość) czasu antenowego poświęcały aktualnym wydarzeniom w Watykanie i wspomnieniom o zmarłym papieżu. Część polskich stacji (m.in. MTV, Jetix i VIVA Polska) całkowicie wstrzymała emisję swoich programów do poniedziałku, 4 kwietnia. Wszystkie stacje wstrzymały emisję reklam. Przez cały żałobny tydzień polskie telewizje muzyczne prezentowały spokojną, stonowaną muzykę.

### Reakcje na świecie
W związku ze śmiercią papieża Jana Pawła II wiele państw na świecie ogłosiło oficjalną żałobę narodową. Siedmiodniową żałobę ogłoszono w Brazylii i Nikaragui, pięciodniową żałobę ogłoszono w Wenezueli, Litwie, Filipinach, Paragwaju, Gabonie, czterodniową żałobę ogłoszono w Kostaryce, Ghanie, San Marino, trzydniową żałobę ogłoszono we Włoszech, Portugalii, Słowacji, Chorwacji, Malcie, Libanie, Egipcie, Indiach, Republice Środkowoafrykańskiej, Gwinei Bissau, Republice Zielonego Przylądka, Argentynie, Kubie, Timorze Wschodnim, Salwadorze, Dominikanie, Peru, Haiti, Panamie, Gwatemali, Ekwadorze, Boliwii, Chile, Nigerii, dwudniową żałobę ogłoszono w Kolumbii, Zambii, Kosowie, a jednodniową żałobę ogłoszono w Rumunii, Czechach, Węgrzech, Słowenii, Albanii, Ukrainie, Urugwaju, Meksyku, Hiszpanii, Bośni i Hercegowinie, Sri Lance, Seszelach, Wybrzeżach Kości Słoniowej, Kenii, Demokratycznej Republiki Konga, Kongo, Malawi, Mozambiku, Angoli i Bangladeszu.

#### Jan Paweł II Wielki
Po śmierci papieża zaczęto dodawać mu nowy przydomek, nazywając go Janem Pawłem Wielkim. Tylko trzech papieży w historii Kościoła katolickiego nosiło taki przydomek: Leon I, Mikołaj I i Grzegorz I.
Przydomek ten pojawił się po raz pierwszy w homilii wygłoszonej przez kardynała Angelo Sodano w czasie żałobnej mszy na placu św. Piotra w niedzielę 3 kwietnia 2005 (nazajutrz po śmierci Jana Pawła II), w publikacjach „Tygodnika Powszechnego” oraz programach informacyjnych i publicystycznych największych amerykańskich stacji telewizyjnych (John Paul the Great – CNN, Fox News, ABC, CBS).

## Tablica przodków
| Tablica rodowodowa                                     |                                                                                       |                                                                                       |                                                                                       |                                                                                       |                                                                                            |                                                                                            |                                                                                            |                                                                                            |
| Prapradziadkowie                                       | Bartłomiej Wojtyła (30.08.1788–15.09.1848) Anna Chudecka (24.07.1794–17.02.1831)      | Kacper Gałuszka (~1768–1.07.1828) Apolonia Kaspera (19.02.1797–25.07.1861)            | Bernard Przeczek (18.10.1784–3.04.1841) Helena Pawlica (20.01.1793–3.07.1846)         | Jan Karol Heß (28.01.1802–1858) Teresa Rek (1804–12.03.1858)                          | Jan Kaczorowski (1741–14.04.1827) Ewa Adamkiewicz (1760–14.10.1830)                        | Jan Malinowski (~1779–?) Agata Migora (28.01.1790–?)                                       | Józef Scholz (1790–1856) Łucja Podworska (1790–22.12.1856)                                 | Jan Rubicki (1778–19.03.1841) Marianna Szafran (27.06.1786–17.08.1864)                     |
| Pradziadkowie                                          | Franciszek Wojtyła (11.02.1815–25.04.1872) Franciszka Gałuszka (~1820–18.03.1879)     | Franciszek Wojtyła (11.02.1815–25.04.1872) Franciszka Gałuszka (~1820–18.03.1879)     | Franciszek Przeczek (28.01.1821–2.08.1885) Maria Heß (19.11.1824–6.12.1884)           | Franciszek Przeczek (28.01.1821–2.08.1885) Maria Heß (19.11.1824–6.12.1884)           | Mikołaj Kaczorowski (1797–7.07.1872) Urszula Malinowska (22.10.1818–7.10.1873)             | Mikołaj Kaczorowski (1797–7.07.1872) Urszula Malinowska (22.10.1818–7.10.1873)             | Jan Franciszek Scholz (12.10.1815–9.03.1882) Zuzanna Rubicka (3.05.1821–21.04.1900)        | Jan Franciszek Scholz (12.10.1815–9.03.1882) Zuzanna Rubicka (3.05.1821–21.04.1900)        |
| Dziadkowie                                             | Maciej Wojtyła (1.02.1852–25.09.1923) Anna Marianna Przeczek (19.07.1853–17.09.1881)  | Maciej Wojtyła (1.02.1852–25.09.1923) Anna Marianna Przeczek (19.07.1853–17.09.1881)  | Maciej Wojtyła (1.02.1852–25.09.1923) Anna Marianna Przeczek (19.07.1853–17.09.1881)  | Maciej Wojtyła (1.02.1852–25.09.1923) Anna Marianna Przeczek (19.07.1853–17.09.1881)  | Feliks Paweł Kaczorowski (21.05.1849–19.08.1908) Maria Anna Scholz (18.02.1854–21.04.1897) | Feliks Paweł Kaczorowski (21.05.1849–19.08.1908) Maria Anna Scholz (18.02.1854–21.04.1897) | Feliks Paweł Kaczorowski (21.05.1849–19.08.1908) Maria Anna Scholz (18.02.1854–21.04.1897) | Feliks Paweł Kaczorowski (21.05.1849–19.08.1908) Maria Anna Scholz (18.02.1854–21.04.1897) |
| Rodzice                                                | Karol Wojtyła (18.07.1879–18.02.1941) Emilia Anna Kaczorowska (26.03.1884–13.04.1929) | Karol Wojtyła (18.07.1879–18.02.1941) Emilia Anna Kaczorowska (26.03.1884–13.04.1929) | Karol Wojtyła (18.07.1879–18.02.1941) Emilia Anna Kaczorowska (26.03.1884–13.04.1929) | Karol Wojtyła (18.07.1879–18.02.1941) Emilia Anna Kaczorowska (26.03.1884–13.04.1929) | Karol Wojtyła (18.07.1879–18.02.1941) Emilia Anna Kaczorowska (26.03.1884–13.04.1929)      | Karol Wojtyła (18.07.1879–18.02.1941) Emilia Anna Kaczorowska (26.03.1884–13.04.1929)      | Karol Wojtyła (18.07.1879–18.02.1941) Emilia Anna Kaczorowska (26.03.1884–13.04.1929)      | Karol Wojtyła (18.07.1879–18.02.1941) Emilia Anna Kaczorowska (26.03.1884–13.04.1929)      |
| św. Karol Józef Wojtyła, papież (18.05.1920–2.04.2005) |                                                                                       |                                                                                       |                                                                                       |                                                                                       |                                                                                            |                                                                                            |                                                                                            |                                                                                            |

## Proces beatyfikacyjny i kanonizacyjny

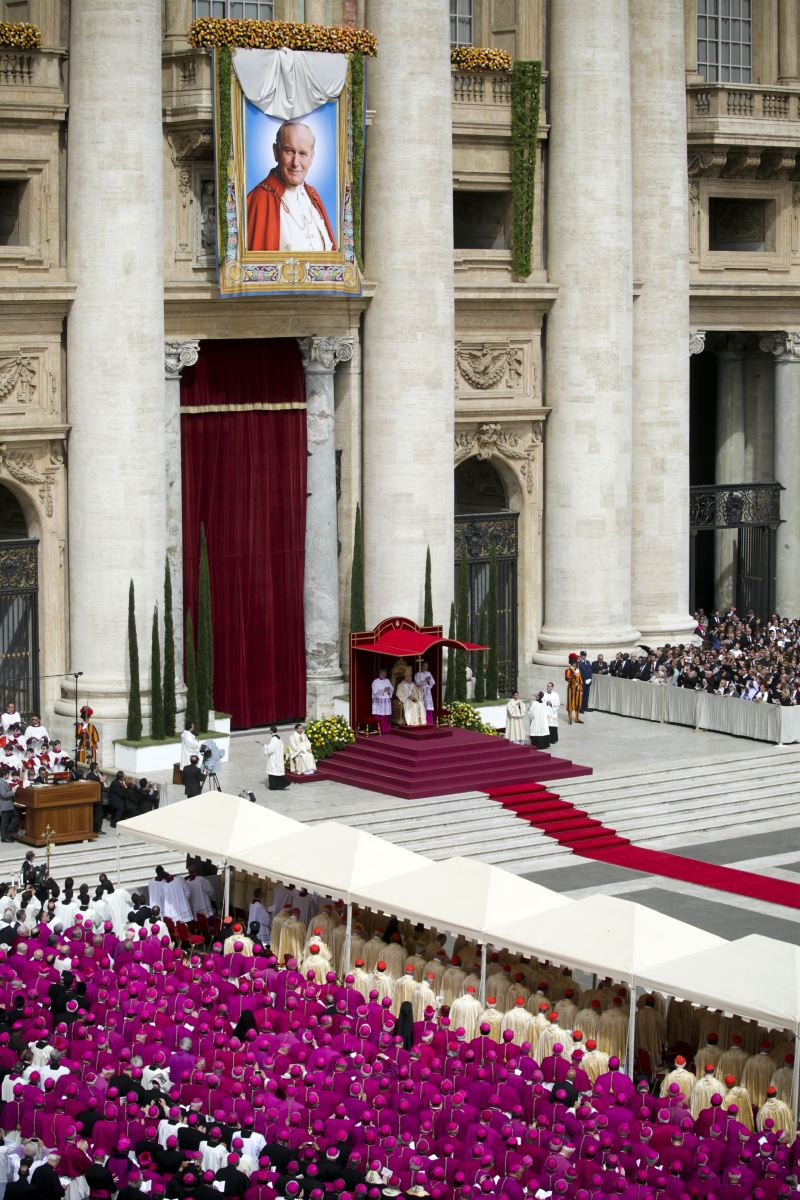
Msza beatyfikacyjna

9 maja 2005 papież Benedykt XVI zezwolił na natychmiastowe rozpoczęcie procesu beatyfikacyjnego Jana Pawła II, udzielając dyspensy od pięcioletniego okresu oczekiwania od śmierci kandydata, jaki jest wymagany przez prawo kanoniczne. Od momentu zezwolenia na rozpoczęcie procesu beatyfikacyjnego Janowi Pawłowi II przysługiwał tytuł Sługi Bożego. Formalnie proces na szczeblu diecezjalnym rozpoczął się 28 czerwca 2005 w diecezji rzymskiej, kiedy zaprzysiężeni zostali członkowie trybunału beatyfikacyjnego. Postulatorem procesu został polski ksiądz Sławomir Oder.
2 kwietnia 2007, w drugą rocznicę śmierci papieża, zakończyła się faza diecezjalna procesu. Wszystkie akta zostały przekazane do watykańskiej Kongregacji Spraw Kanonizacyjnych. 4 maja 2007 wydano dekret o ważności procesu diecezjalnego. Postulator generalny złożył w 2008 tzw. Positio wymagane w dalszej procedurze beatyfikacyjnej. 30 czerwca 2009 odbyło się posiedzenie konsultorów teologicznych, a następnie 16 listopada tegoż roku spotkanie kardynałów i biskupów Kongregacji Spraw Kanonizacyjnych. 19 grudnia 2009 papież Benedykt XVI podpisał dekret o heroiczności cnót Sługi Bożego Jana Pawła II i odtąd przysługiwał mu tytuł Czcigodnego Sługi Bożego. Podczas przygotowań do procesu beatyfikacyjnego dwie osoby zeznały, że Jan Paweł II regularnie się biczował w akcie pokuty za grzechy. Zeznała tak polska zakonnica Tobiana Sobótka z zakonu Najświętszego Serca Jezusowego, której spisane zeznania odnalazła komisja analizująca życie papieża. Te doniesienia potwierdził także były papieski sekretarz z lat 80., pochodzący z Konga biskup Emery Kabongo, który stwierdził także m.in., że papież umartwiał się w szczególności zaraz przed wyświęcaniem biskupów i kapłanów. Rzecznik prasowy Watykanu nie skomentował tych informacji, tłumacząc, że wszystkie dokumenty są utajnione do czasu ukończenia ostatecznego raportu.
12 stycznia 2011 komisja Kongregacji Spraw Kanonizacyjnych zaaprobowała cud za wstawiennictwem Jana Pawła II mający polegać na uzdrowieniu francuskiej zakonnicy Marie Simon-Pierre Normand. Zgodnie z konstytucją apostolską Jana Pawła II Divinus perfectionis Magister z 1983, ustalającą nowe zasady postępowania kanonizacyjnego, orzeczenie Kongregacji zostało przedstawione papieżowi, który ma wyłączne prawo decyzji o kościelnym kulcie publicznym sług Bożych. 14 stycznia 2011 papież Benedykt XVI podpisał dekret o cudzie i wyznaczył datę beatyfikacji.
1 maja 2011, w Święto Miłosierdzia Bożego, podczas uroczystej mszy świętej na placu św. Piotra w Rzymie, papież Benedykt XVI, na prośbę wikariusza generalnego kard. Augostino Valliniego, dokonał beatyfikacji polskiego papieża. Sam następca Jana Pawła II uczynił wyjątek, osobiście celebrując beatyfikację swojego poprzednika – jako zwyczajną praktykę przyjął, że beatyfikacjom przewodniczył jego delegat, a on sam dokonywał jedynie kanonizacji. W uroczystości uczestniczyło w nim wiele zagranicznych delegacji. Liczba wiernych uczestniczących w nabożeństwie była szacowana przez włoską policję na milion osób, w tym kilkadziesiąt tysięcy Polaków.

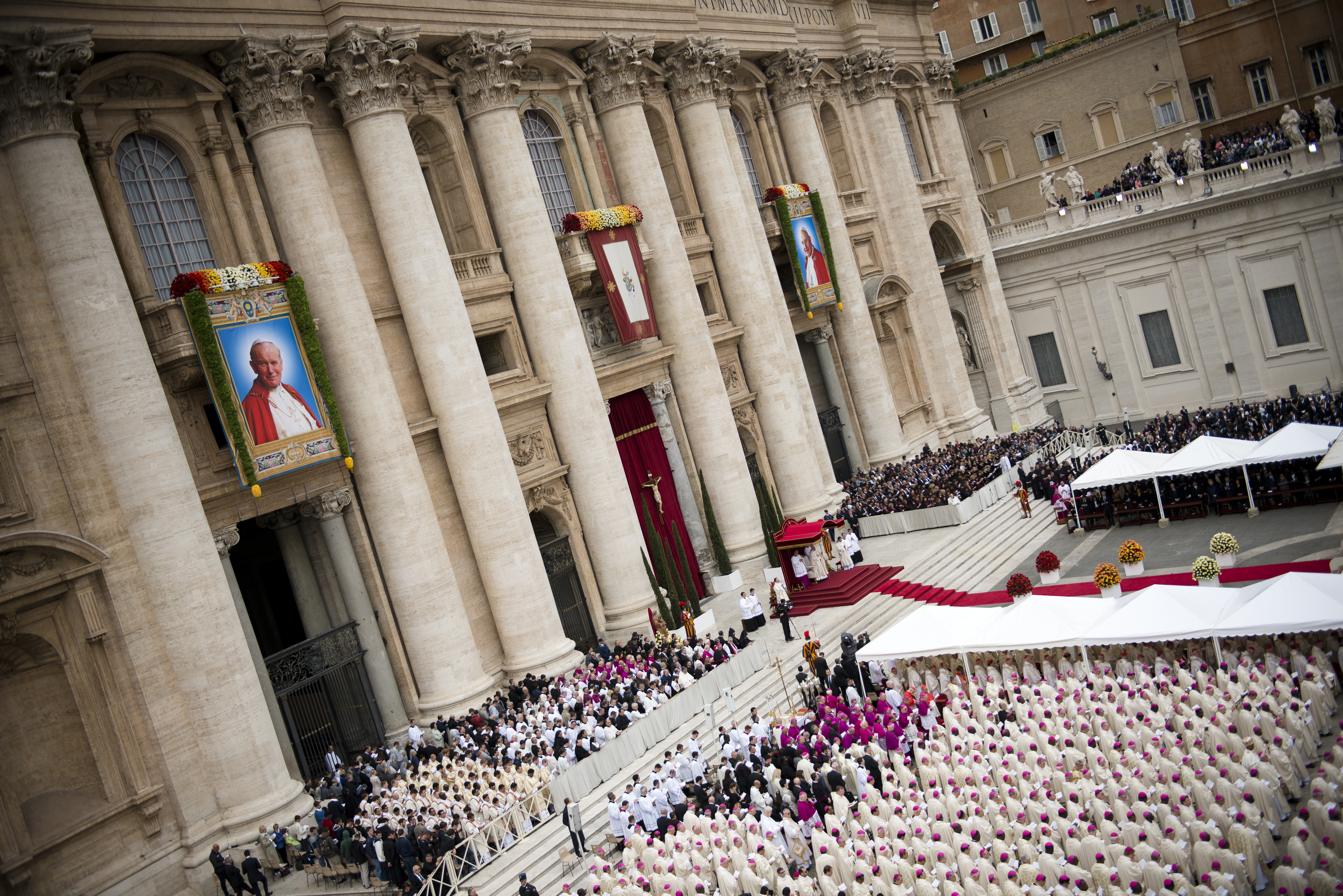
Msza kanonizacyjna

5 lipca 2013 papież Franciszek wydał dekret w sprawie cudu za wstawiennictwem bł. Jana Pawła II, co otworzyło drogę do jego kanonizacji; Watykan ogłosił, że polski papież zostanie kanonizowany razem ze swoim poprzednikiem w latach 1958–1963 i beatyfikowanym w 2000 roku Janem XXIII, zaś 30 września 2013 podczas konsystorza wyznaczył datę ich kanonizacji.
Cudem tym, jak poinformował ks. Federico Lombardi, jest zatwierdzone przez lekarzy i teologów z Kongregacji Spraw Kanonizacyjnych i niewytłumaczalne z punktu widzenia medycznego, uzdrowienie kobiety z Kostaryki, Floribeth Mora Diaz cierpiącej na nieoperacyjnego tętniaka mózgu. Kobieta, oglądając beatyfikację Jana Pawła II, zaczęła do niego się modlić, po czym doznała nagłego uzdrowienia.
27 kwietnia 2014, w Niedzielę Miłosierdzia Bożego, podczas uroczystej mszy św. na placu świętego Piotra, pod przewodnictwem papieża Franciszka, przy koncelebrze emerytowanego papieża Benedykta XVI, bł. Jan Paweł II i bł. Jan XXIII zostali ogłoszeni świętymi i włączeni w poczet świętych Kościoła katolickiego. W uroczystości uczestniczyło wiele zagranicznych delegacji, w tym także z Polski. Podczas tej uroczystości papież Franciszek ogłosił św. Jana Pawła II patronem rodzin. Była to pierwsza podwójna kanonizacja papieży w XXI wieku i zarazem pierwsza kanonizacja głowy Kościoła od czasu kanonizacji Piusa X w 1954, jak również była to pierwsza taka uroczystość na placu Świętego Piotra, gdzie koncelebrował urzędujący i emerytowany papież.
W październiku 2019 abp Stanisław Gądecki, przewodniczący Konferencji Episkopatu Polski wystosował list do papieża Franciszka z prośbą o ogłoszenie św. Jana Pawła II doktorem Kościoła oraz patronem Europy.

### Dzień obchodów i patron
2 kwietnia 2011 Kongregacja ds. Kultu Bożego i Dyscypliny Sakramentów ogłosiła, że dniem wspomnienia liturgicznego Jana Pawła II będzie 22 października – data inauguracji pontyfikatu w 1978. We wrześniu 2014 papież Franciszek zarządził wpisanie świętego Jana Pawła II do powszechnego Kalendarza Rzymskiego w randze wspomnienia dowolnego.
Jest patronem: rodzin, 11 miast w Polsce (Bełchatowa, Bodzentyna, Ełku, Kalwarii Zebrzydowskiej, Obornik, Ostrołęki, Staszowa, Świdnicy, Szamocin, rodzinnego miasta Wadowic i Zakliczyna), powiatu tatrzańskiego, województwa kujawsko-pomorskiego i małopolskiego,
Światowych Dni Młodzieży, których był inicjatorem, Ruchu Apostolstwa Młodzieży, którego też był inicjatorem, polsko-ukraińskiego pojednania oraz Akcji Katolickiej w Polsce. Według danych z marca 2025 w całej Polsce jest 1070 szkół, 91 przedszkoli, 52 parafie i 94 stowarzyszenia nazwane na cześć Jana Pawła II.

## Relikwie
- Jedną z najbardziej wartościowych relikwii jest krew pozyskana z kliniki Gemelli, która jest przechowywana w sanktuarium Świętego Jana Pawła II w Krakowie[177]
- Pas sutanny – przestrzelony po zamachu 13 maja 1981 przechowywany na Jasnej Górze[178]
- Relikwiarze – po śmierci powstały specjalne relikwiarze Jana Pawła II – nawiązujące wyglądem do krzyża papieskiego do przechowywania relikwii[179]

## Światowe Dni Młodzieży
Jan Paweł II chętnie spotykał się z młodymi ludźmi i poświęcał im dużo uwagi. Na spotkanie w Rzymie 31 marca 1985, który ONZ ogłosiło Międzynarodowym Rokiem Młodzieży, napisał list apostolski na temat roli młodości jako okresu szczególnego kształtowania drogi życia (Dilecti Amici), a 20 grudnia zapoczątkował tradycję Światowych Dni Młodzieży. Odtąd co roku przygotowywał orędzie skierowane do młodych, które stawało się tematem tego międzynarodowego spotkania, organizowanego w różnych miejscach świata (odbyło się ono również w Polsce – Częstochowa, 1991). Zaraz po ogłoszeniu daty beatyfikacji przewodniczący Papieskiej Rady ds. Świeckich, kard. Stanisław Ryłko poinformował, iż Jan Paweł II zostanie patronem Światowych Dni Młodzieży.

## Ekumenizm i stosunki międzyreligijne
Wiele czasu poświęcił budowie jedności pomiędzy Kościołami chrześcijańskimi. Sam podkreślał także ważność ekumenizmu w swoim pontyfikacie, m.in. w encyklice Redemptor hominis: nigdy nie przestanę tego podkreślać i będę popierał każdy wysiłek podejmowany w tym kierunku na wszystkich płaszczyznach, w których spotkamy naszych braci chrześcijan.
Jan Paweł II wielką wagę przywiązywał do stosunków z ludźmi innej wiary, nie tylko w ramach chrześcijaństwa, ale także członków innych religii abrahamowych i ateistów. Osobiście uczestniczył we wspólnym trwaniu w modlitwie w Asyżu przedstawicieli kilkudziesięciu religii światowych.

### Judaizm
Jan Paweł II wygłosił wiele przemówień i napisał dużą liczbę listów na temat stosunku chrześcijan do społeczności żydowskiej. Skupił się nie tylko na tragedii Holocaustu, ale również na aspektach teologicznych w relacjach między chrześcijaństwem a Narodem Wybranym, rozwijając i wprowadzając w praktykę myśl zaistniałą w dokumencie soborowym Nostra aetate. Zdaniem watykanistów należy widzieć w tej papieskiej wrażliwości echa jego przeżyć sprzed II wojny światowej i zwłaszcza z czasów wojennych. Potępił antysemityzm, który określił jako postawę nie do pogodzenia z chrześcijaństwem. W okresie Wielkiego Jubileuszu roku 2000 dokonał historycznego wyznania win Kościoła – w tym win względem Żydów. Ważnymi etapami pojednawczymi były: wizyta w Wielkiej Synagodze w Rzymie 13 kwietnia 1986, która była pierwszą papieską wizytą w synagodze praktycznie od początku chrześcijaństwa oraz pielgrzymka do Ziemi Świętej (20–26 marca 2000), w czasie której modlił się przed Ścianą Płaczu.

### Islam
W 14 maja 1999 papież ucałował Koran przywieziony w prezencie przez muzułmańskich duchownych. To zdarzenie wywołało szeroką krytykę, głównie ze strony środowisk tradycjonalistycznych. Okoliczności tego zdarzenia nie są dokładnie znane. W lutym 2000, podczas wizyty w Egipcie, spotkał się w Kairze z sunnickim szejkiem, Wielkim Imamem Al-Azhar. Było to pierwsze spotkanie papieża z duchowym przywódcą islamskim. Rok później został pierwszym papieżem, który wszedł do muzułmańskiego meczetu – podczas wizyty w Syrii modlił się przy relikwiach Jana Chrzciciela w Meczecie Umajjadów w Damaszku. Przez cały okres swojego pontyfikatu spotkał się z ponad 50 przywódcami muzułmańskimi.

### Niekatolickie Kościoły chrześcijańskie
Jan Paweł II przez cały pontyfikat szukał zbliżenia z Kościołami protestanckimi i Cerkwią prawosławną. Pierwszymi wyrazami tych starań były jego pielgrzymki do Turcji w 1979, gdzie spotkał się z patriarchą ekumenicznym Konstantynopola, i do Wielkiej Brytanii w 1982, gdzie spotkał się z królową Elżbietą II. Odwiedził także katedrę w Canterbury oraz wiele kościołów luterańskich w Niemczech i Szwecji. Wyraz swojej działalności ekumenicznej dał także w wydanej w 1995 encyklice Ut unum sint.
Mimo wielu zabiegów nie udało mu się jednak odbyć pielgrzymki do Rosji, prawdopodobnie ze względu na niechęć ze strony patriarchatu moskiewskiego, który zarzucał Watykanowi prozelityzm.
Jan Paweł II doprowadził także do podpisania dwóch wspólnych deklaracji chrystologicznych, z Syryjskim Kościołem Ortodoksyjnym i Asyryjskim Kościołem Wschodu, które zakończyły spory chrystologiczne, trwające odpowiednio od soboru efeskiego (nestorianizm) i chalcedońskiego (monofizytyzm).

## Teologia ciała
Jedną z najważniejszych zasług pontyfikatu Jana Pawła II w kontynuacji odnowy nauczania wiary, dokonanej przez Sobór watykański II, było zapoczątkowanie nowego nurtu w refleksji chrześcijańskiej na temat miłości małżeńskiej, określanego jako teologia ciała . Papież przedstawił swe nauczanie o oblubieńczym sensie ciała mężczyzny i kobiety w ramach audiencji środowych w latach 1979–1984, wielokrotnie używając terminu „teologia ciała”. Materiału do katechez w czasie audiencji generalnych dostarczyła książka, którą przygotował wcześniej w Krakowie jako kardynał, i której nie zdążył opublikować, gdyż został wybrany biskupem Rzymu. George Weigel określił teologię ciała Jana Pawła II jako „jedną z najodważniejszych rekonfiguracji teologii katolickiej w ciągu wieków”. Stwierdził też, że jest to „rodzaj teologicznej bomby zegarowej, której wybuch, z dramatycznymi konsekwencjami, nastąpi gdzieś w trzecim tysiącleciu Kościoła”. Choć nazwa jest nowa, elementy teologii ciała można dostrzec w nauczaniu Kościoła i teologów chrześcijańskich od samego początku. Jan Paweł II w swym nauczaniu powrócił do ujęć biblijno-patrystycznych, by je poddać pogłębionej analizie o charakterze personalistycznym. Rozpoczynając swą refleksję od początku, od stworzenia człowieka w jego pierwotnej samotności, papież następnie analizował stworzenie Ewy, która wśród wszystkich stworzeń jako jedyna mogła zapełnić pierwotną samotność Adama, tworząc z nim „komunię osób”. Dalej papież przeszedł do interpretacji miłości małżeńskiej i oblubieńczego sensu ciała w historycznej doczesności po grzechu pierworodnym, by z kolei skierować swą refleksję ku rozważeniu ostatecznego wypełnienia się miłości w Królestwie Bożym w zmartwychwstaniu ciał.

## Kwestia nadużyć seksualnych w Kościele

### Zmiany w kodeksie prawa kanonicznego
Nowy Kodeks Prawa Kanonicznego zaczął być tworzony w 1963 roku, gdy Jan XXIII ustanowił Papieską Komisję do Rewizji Kodeksu Prawa Kanonicznego i był wynikiem długoletniej dyskusji lokalnych episkopatów, zakonów i uniwersytetów katolickich.
Kodeks, który Jan Paweł II promulgował w 1983, zawierał nowe przepisy, określające kary za wykorzystywanie seksualne nieletnich. Krytycy Jana Pawła II stwierdzili, że nowy KPK wyłączył przestępstwa pedofilskie z rzędu najcięższych przestępstw przeciw wierze katolickiej, przenosząc je do rozdziału „Przestępstwa przeciw specjalnym obowiązkom”, w którym są wymienione między przepisem o handlu „wbrew przepisom kanonów” (kan. 1392 KPK, 1983) a przepisem o „naruszeniu obowiązku rezydencji” (kan. 1396 KPK 1983). Jednak doktor prawa kanonicznego franciszkanin John J. Coughlin stwierdził, że prawo kanoniczne zawsze zaliczało przestępstwo pedofilii jako ciężki grzech i ciężkie przestępstwo, i zgodnie z kanonem 1395 KPK z 1983 r. karą za kontakt seksualny z nieletnim może być permanentne usunięcie z kapłaństwa. Jest to jako jedna z czterech klasyfikacji przestępstw seksualnych, za które można zostać na stałe usuniętym ze stanu duchownego.
W KPK z 1983 rezygnowano z surowych kar obligatoryjnych (obowiązkowych) dla duchownych sprawców czynów pedofilskich. Pierwszy KPK z 1917 r. na czele listy przestępstw przeciwnych szóstemu przykazaniu Dekalogu wymieniał czyn popełniony z małoletnim poniżej 16 roku życia. Duchowny sprawca musiał zostać karnie zawieszony w obowiązkach, należało wobec niego zadeklarować infamię (utratę dobrego imienia wymaganego do sprawowania urzędów i godności), pozbawić go jakiekolwiek urzędu, beneficjum, godności i zadania, a w cięższych przypadkach także usunąć ze stanu duchownego (kan. 2359 § 2 KPK, 1917).
Kodeks Jana Pawła II z 1983 r. nakazuje jedynie, aby sprawcę ukarano „sprawiedliwymi karami, nie wyłączając w razie potrzeby wydalenia ze stanu duchownego” (kan. 1395 § 2 KPK, 1983). Pozostawiał więc rodzaj i surowość kary wyłącznie do uznania biskupa miejsca, który w praktyce mógł wobec pedofila zastosować dowolnie niską karę, nie łamiąc przy tym Kodeksu Prawa Kanonicznego. Według KPK z 1983 procesy przeprowadzają diecezje, apelacje od wyroków sądowych mogą być wnoszone do Roty Rzymskiej, natomiast rekursy administracyjne od dekretów karnych do Kongregacji ds. Duchowieństwa.
Zdaniem jezuity Adama Żaka, kodeks prawa kanonicznego z 1983 był odpowiedzią na postulaty decentralizacji postępowań w przypadku przypadków wykorzystywania seksualnego i przekazania kompetencji biskupom. Prawo kanoniczne było uważane za anachroniczne i zbyt rygorystyczne. Zdaniem o. Żaka do połowy lat 80. psychiatrzy byli przekonani o uleczalności pedofili i w przypadku gdy lekarze psychiatrzy deklarowali wyleczenie danego duchownego: „Biskupi i przełożeni zakonni w to wierzyli i dlatego uważali, że terapia, połączona np. ze zmianą środowiska wystarczy.” Jako przykład powyższego o. Żaka wskazuje przypadek kardynała Bernarda Lawa. Podobnie dr Monica Applewhite, ekspertka zajmująca się zwalczaniem nadużyć seksualnych zauważyła, że:

David F. Pierre Jr, Sins of the Press, s. 24-25

Z kolei dominikanin Maciej Zięba twierdził, że nowy kodeks nie zmniejszał „surowych kar” za pedofilię, a zachowując najwyższy wymiar kary oddał więcej prerogatyw lokalnym biskupom.

### Sacramentorum sanctitatis tutela
W reakcji na skandale seksualne w Kościele katolickim Jan Paweł II wydał w 2001 list Sacramentorum sanctitatis tutela, w którym uznał wykorzystywanie seksualne dzieci za jeden z najcięższych grzechów, zrównując je z przestępstwem przeciwko szóstemu przykazaniu. Z powodu przypadków przenoszenia z jednej parafii do innej księży dopuszczających się czynów pedofilskich papież nakazał biskupom informować bezpośrednio Stolicę Apostolską o wystąpieniu takich nadużyć wśród duchownych. Kongregacja Nauki Wiary przejęła od diecezjalnych trybunałów prawo sądzenia kanonicznie duchownych za takie czyny. W liście papież przypomniał też, że proces kościelny nie ogranicza praw ofiar do walki o swoje prawa przed sądami cywilnymi.

### Karta Ochrony Dzieci i Młodzieży
Jan Paweł II w reakcji na skandal pedofilski w Stanach Zjednoczonych wezwał w 2002 do Watykanu amerykańskich kardynałów i skrytykował ich za niedostateczne zajmowanie się przestępstwami seksualnymi wobec nieletnich. Bezpośrednią konsekwencją spotkania była Karta Ochrony Dzieci i Młodzieży wydana w czerwcu 2002 przez amerykańską Konferencję Episkopatu – zestaw procedur ustanowionych w celu zwalczania przemocy seksualnej i pomocy ofiarom.

## Krytyka
Niektóre poglądy głoszone przez Jana Pawła II wywoływały i nadal wywołują wyraźną krytykę. Różne środowiska oceniały jego działalność z odmiennych, czasem przeciwstawnych perspektyw, dlatego krytyka ta nie była jednolita.
Stosunek papieża do kapłaństwa kobiet stał się podstawą krytyki pochodzącej między innymi ze środowiska feministycznego. Wśród organizacji walczących o prawa człowieka kontrowersje budziły wypowiedzi papieża, dotyczące zakazu stosowania antykoncepcji. Krytycy, m.in. belgijski kardynał Godfried Danneels, zwracali uwagę, iż potępianie używania prezerwatyw jest jednym z powodów rozprzestrzeniania się wirusa HIV.
Wewnątrz Kościoła Jan Paweł II spotkał się z krytyką ze strony zwolenników zniesienia celibatu księży. Poważnym zarzutem wobec papieża stało się oskarżenie o niewłaściwe traktowanie przejawów pedofilii u kapłanów. W 2020 roku Stolica Apostolska opublikowała raport na temat kariery kardynała Theodore’a McCarricka, który został wyrzucony z kapłaństwa, za przestępstwa pedofilii, raport stwierdził, że Jan Paweł II otrzymał wiarygodne doniesienia o niewłaściwym zachowaniu kardynała.
Krytycy papieża uważają, że jego pontyfikat charakteryzował się absolutyzacją i scentralizowaniem władzy, a więc odejściem od linii wyznaczonej przez Sobór Watykański II, a także odejściem od zasady kolegialności podczas podejmowania decyzji.
Zarzucano mu też zbytnie uproszczenie i obniżenie standardu procedur beatyfikacji i kanonizacji.
Papież ten był również krytykowany za negatywne nastawienie do teologii wyzwolenia, którą uważał za nie w pełni zgodną z wiarą katolicką. Okazywał wręcz niechęć do tego nurtu, potępił go podczas podróży do Meksyku w 1979. Z tego też powodu powstał konflikt między Janem Pawłem II a arcybiskupem Oscarem Romero z Salwadoru.
Niektórzy konserwatyści (m.in. sedewakantyści, sedeprywacjoniści i część lefebrystów) widzieli w papieżu modernistę, podważającego tradycje Kościoła. Przeciwstawiali się także wspieraniu przez Jana Pawła II ekumenizmu oraz szerokiego otwarcia Kościoła katolickiego na inne religie.
Wśród polskich internautów wykształcił się mem internetowy nazywany cenzopapą, który wyśmiewa lub obraża postać Jana Pawła II bądź przedmiot z nim związany. Przybiera zazwyczaj postać obrazka, rzadziej filmu, piosenki lub copypasty.
W 2023 ukazała się książka Maxima Culpa. Jan Paweł II wiedział autorstwa Ekke Overbeeka na temat wiedzy Jana Pawła II o wykorzystywaniu seksualnym w Kościele katolickim, w tym wykorzystywaniu dzieci. Premiera tej książki, która zbiegła się z premierą reportażu telewizyjnego Marcina Gutowskiego Franciszkańska 3. Te publikacje wywołały szeroką debatę na temat Jana Pawła II w Polsce. Również w 2023 ukazała się książka Nie nasz papież. Pontyfikat Jana Pawła II na świecie Mirosława Wlekłego.

## Zwyczaje Jana Pawła II

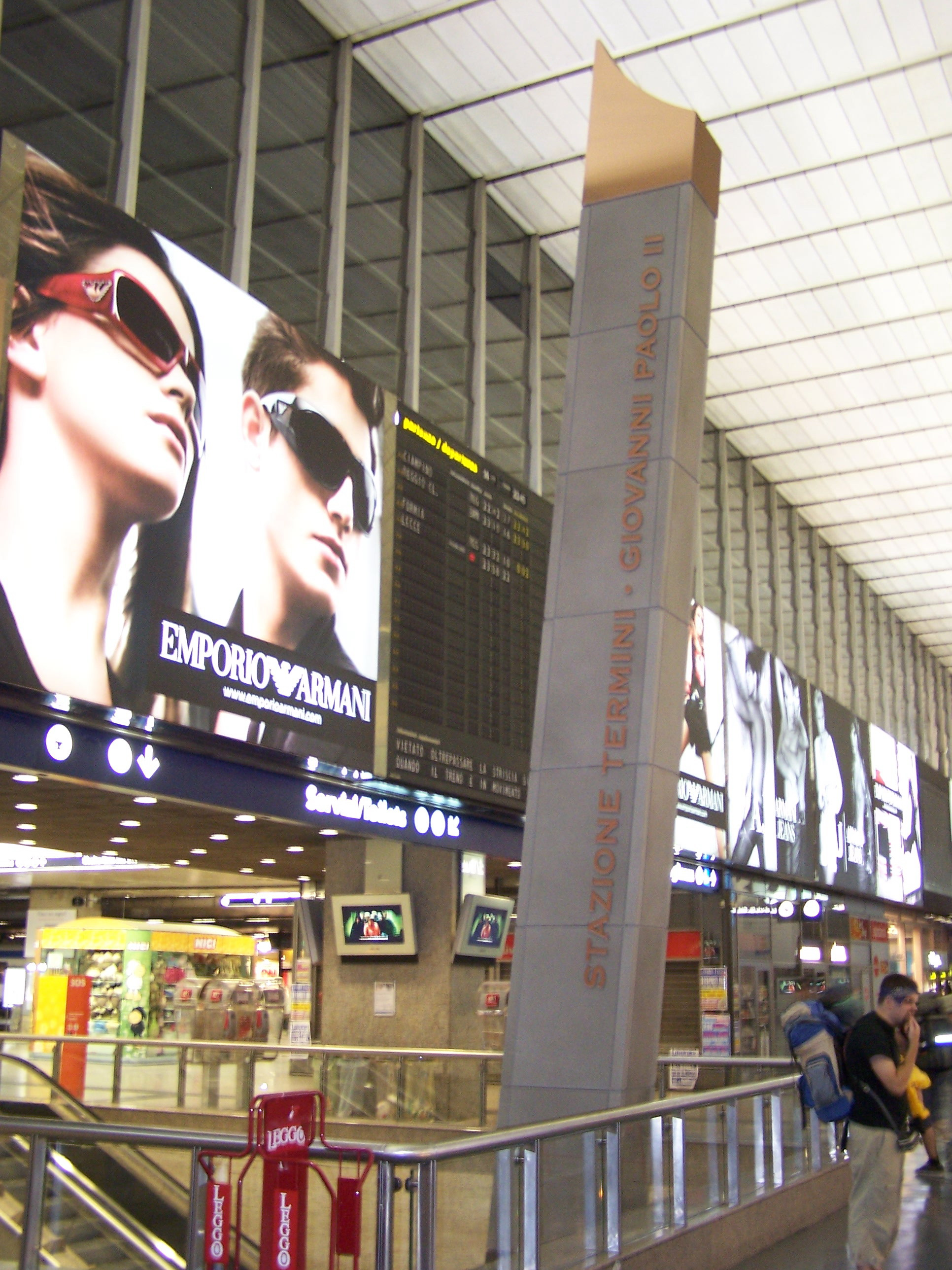
Obelisk upamiętniający nadanie Roma Termini w Rzymie imienia Jana Pawła II

Za pontyfikatu Jana Pawła II, dzięki samemu papieżowi, nastąpiły ogromne zmiany w Watykanie, a także w postrzeganiu osoby papieża przez społeczność zarówno katolicką, jak i pozostałych chrześcijan oraz wyznawców innych religii. Zaraz po swoim wyborze na Stolicę Apostolską, przy składaniu homagium nowo wybranemu papieżowi, Jan Paweł II nie pozwolił prymasowi Wyszyńskiemu uklęknąć przed sobą. Pierwsze przemówienie wygłosił po włosku, a więc w języku narodu, do jakiego przemawiał. Do tej pory przyjęte było, że papież zawsze swoje pierwsze przemówienie wygłasza po łacinie. Do kolejnych nowości w tym pontyfikacie należały:
- liczne pielgrzymki (zagraniczne oraz do parafii we Włoszech)[4],
  - zwyczaj całowania ziemi kraju, do którego przybywał z pielgrzymką;
  - msze święte dla wielkich tłumów, organizowane na stadionach, lotniskach, placach itp.;
  - wygłaszanie całych homilii lub choćby krótkich sentencji w języku kraju, do którego przybywał z pielgrzymką;
  - udział zespołów folklorystycznych we mszy;
- spotkania z duchownymi innych wyznań oraz odwiedziny świątyń różnych wyznań chrześcijańskich oraz religii niechrześcijańskich[3];
- udział w przedsięwzięciach artystycznych: koncertach, występach zespołów, projekcjach filmowych[4];
- prywatne spotkania z wiernymi;
- bezpośrednie spotkania z ludźmi w trakcie pielgrzymek;
- żarty i bezpośredniość w kontaktach z ludźmi[4].

Wprawdzie już od Jana XXIII papiestwo zaczęło rezygnować z niektórych elementów ceremoniału, jednakże Jan Paweł II zniwelował większość barier, przyjmując postawę papieża bliskiego wszystkim ludziom, papieża-apostoła. Nie zmieniło się to nawet po zamachu.

## Twórczość i publikacje

### Poezja
Karol Wojtyła jako poeta był najpierw zafascynowany Biblią i renesansem, o czym świadczy młodzieńczy zbiór wierszy (wydany po latach) Renesansowy psałterz, nawiązujący do Jana Kochanowskiego. Potem przedmiotem trwałej fascynacji stał się romantyzm, zwłaszcza Juliusz Słowacki oraz Cyprian Kamil Norwid. Wczesne utwory publikował od 1950 w prasie katolickiej pod pseudonimami literackimi Andrzej Jawień, AJ i Piotr Jasień, a po 1961 – Stanisław Andrzej Gruda. Współpracował z „Tygodnikiem Powszechnym”.
Wojtyła uprawiał lirykę refleksyjną, precyzyjną i powściągliwą stylistycznie, często wizyjną. Dwa nieduże poematy Pieśń o Bogu ukrytym oraz Pieśń o blasku wody skupiają się wokół doświadczeń wewnętrznych człowieka w jego obcowaniu z naturą, tajemnicą bytu, a w końcu z Bogiem. Utwór Myśl jest przestrzenią dziwną to niemal filozoficzna analiza ludzkich aktów poznawczych, w tym fenomenu intelektu jako daru (po latach temat powróci w encyklice Fides et ratio). Poemat Kamieniołom rozważa moc osoby ludzkiej, jej pracę, budowanie wspólnoty z naturą i ludźmi (temat niewątpliwie nawiązuje do Norwida, a później podejmie go książka Osoba i czyn). Rozwija te myśli obszerny, z pogranicza poezji i prozy poetyckiej, utwór Wigilia wielkanocna 1966, z mistycznym motywem rozmowy z Bogiem, z tematem cierpienia i natury, wreszcie z finalną wizją ziemi jako świętej więzi człowieka i przyrody, co jest obrzędem ukazującym światło Boga.
Działalność artystyczna (wcześniej aktorstwo, później twórczość literacka) zakończyła się z chwilą jego wyboru na papieża. Wyjątkiem jest jednak wydany 6 marca 2003 Tryptyk rzymski, który sygnował już jako Jan Paweł II.
W 1999 udziałem Jana Pawła II ukazała się płyta kompaktowa Abbà Pater, z fragmentami recytowanymi i śpiewanymi przez Jana Pawła II, w opracowaniu muzycznym Leonarda de Amicis oraz Stefano Mainettiego. To wydawnictwo muzyczne powstało dla uczczenia oficjalnych obchodów 2000-lecia chrześcijaństwa oraz jubileuszu dwudziestolecia pontyfikatu. Jest ono pierwszym w historii wydawnictwem muzycznym z udziałem papieża. Powstało przy udziale Radia Watykańskiego i pod patronatem nuncjatur apostolskich w kilku krajach. Utwór Pater Noster pochodzący z płyty, ukazał się również w wersji wideo.
Interpretacje poezji Karola Wojtyły, nagrane też na płycie, zaprezentowała aktorka Danuta Michałowska, zaprzyjaźniona z nim w czasach Teatru Rapsodycznego.

### Dramaturgia, teatr
Z teatrem Karol Wojtyła zetknął się już w gimnazjum w Wadowicach, gdzie brał udział jako aktor w przedstawieniach szkolnych. Swoje zainteresowania teatralne traktował bardzo poważnie, a na kształtowanie jego osobowości jako artysty miał największy wpływ jego mistrz, reżyser teatralny Mieczysław Kotlarczyk. Brał udział w stworzonym jesienią 1941 przez Kotlarczyka Teatrze Słowa (później nazywanym Teatrem Rapsodycznym). W 1942, ku rozczarowaniu Kotlarczyka, Wojtyła zrezygnował z dalszej pracy artystycznej i postanowił studiować teologię w tajnym Metropolitalnym Seminarium Duchownym w Krakowie, a potem na konspiracyjnym Wydziale Teologicznym Uniwersytetu Jagiellońskiego.
Mimo że Karol Wojtyła w latach 40. wybrał drogę kapłaństwa, nie zerwał swoich związków z teatrem – był dramaturgiem i krytykiem teatralnym. Napisał kilka dramatów. Wczesne sztuki teatralne Wojtyły to Hiob (utwór osnuty wokół biblijnej Księgi Hioba) i Jeremiasz, także o tematyce biblijnej – oba z 1940.
Sztuka Brat naszego Boga (powst. 1944–1950) została zainspirowana postacią żyjącego na przełomie XIX i XX wieku św. Adama Chmielowskiego, znanego jako Brat Albert. Adam Chmielowski, malarz i teoretyk sztuki, stał się założycielem zgromadzenia albertynów, zajmował się w Krakowie pomocą biednym, upośledzonym i chorym. Utwór Wojtyły przedstawia dylematy moralne artysty, który porzuca malarstwo, by służyć biednym. W 1989 Adam Chmielowski został przez Jana Pawła II kanonizowany. Przed sklepem jubilera (powst. 1960) to najbardziej znana sztuka Wojtyły, wielokrotnie wystawiana w teatrze. Ma postać, jak podaje podtytuł, „medytacji o sakramencie małżeństwa”, która „przechodzi chwilami w dramat”. Tematem jest miłość między ludźmi: jako nadzieja lub rozczarowanie, jako uczucie i więź intymna, a w końcu jako uświęcający sakrament. Wymiaru symbolicznego nabiera postać jubilera: jest on jak ojcowski i miłujący Bóg. Miłość małżeńska okazuje się drogą do Stwórcy.
Ostatni dramat Wojtyły, Promieniowanie ojcostwa (powst. 1964), określony został w podtytule jako „misterium”. Dotyczy podmiotowości ludzkiej, fenomenu miłości, także Boga jako tajemnicy metafizycznej. Człowiek od samoświadomości przechodzi do czynu (Wojtyła później będzie analizował to w monografii filozoficznej Osoba i czyn), spełnia się poprzez miłość, czując się zarazem jak dziecko, rozpozna istotę Boga jako miłującego Ojca („Powraca się do ojca przez dziecko”).
Styl Wojtyły – dramaturga krystalizuje się w stopniowym odchodzeniu od rozbudowanej fabuły w stronę dyskursywnego stawiania zagadnień. Jeszcze Brat naszego Boga bliski jest realizmowi, ukazuje splot wydarzeń, śledzi przemiany wewnętrzne bohatera. W dramatach późnych, Przed sklepem jubilera i najbardziej radykalnym i nowatorskim (przez to prawie niewykonalnym teatralnie) Promieniowaniu ojcostwa, wydarzeń zewnętrznych jest niewiele, akcja sceniczna staje się skąpa. Mnożą się rozbudowane monologi, partie narracyjne, fragmenty zapisane jak esej (budowany jak proza poetycka). Właściwą bohaterką tych utworów staje się myśl. Tekst buduje skupioną wizję. Wojtyła wypracował swoistą „dramaturgię wnętrza” (jak to określił Bolesław Taborski), intelektualno-wizyjną.

### Filozofia
Karol Wojtyła zetknął się z filozofią w czasie studiów seminaryjnych, które odbywał w Metropolitalnym Wyższym Seminarium Duchownym w Krakowie w latach 1944–1946. Była to filozofia w ujęciu tomistycznym. W późniejszym okresie zapoznał się z dziełami niemieckiego fenomenologa Maxa Schelera; było to na tyle inspirujące spotkanie, iż Karol Wojtyła poświęcił swą pracę habilitacyjną (1953) zagadnieniu możliwości zbudowania etyki chrześcijańskiej na systemie Schelera. I choć dostrzegł trudność pogodzenia etyki Schelera z moralnością chrześcijańską, wykorzystywał narzędzia fenomenologii we własnych koncepcjach filozoficznych.
Centralnym tematem filozofii Karola Wojtyły był człowiek: jego wolność i moralność. Koncepcję personalistyczną Karola Wojtyły można streścić w słowach: człowiek jest osobą. Konstruując swoją myśl, Karol Wojtyła korzysta ze szkieletu pojęciowego tomizmu, uzupełniając go jednak o elementy analizy fenomenologicznej; jest to metoda podobna do tej, której używała Edyta Stein. Obecność elementów tomizmu w filozofii Wojtyły i jego przenikanie się z analizą fenomenologiczną trafnie ujmuje Rocco Buttiglione: filozofia tomistyczna jest „cały czas niejako obecna jako wielka hipoteza fundamentalna, która jest weryfikowana poprzez analizę fenomenologiczną i która – z drugiej strony – nieustannie pilotuje tę analizę, pozwalając uzyskać jej większą głębię”.
Najważniejszym wkładem Karola Wojtyły w filozofię jest dzieło Osoba i czyn (1969). Wychodząc z kategorii czynu ludzkiego i analizy świadomości człowieka, szkicuje główne rysy swojej antropologii: człowiek jest osobą, to znaczy świadomym sprawcą swoich czynów, przez które sam stanowi o sobie, posiada siebie i panuje nad sobą. W ostatnim rozdziale Karol Wojtyła zajmuje się zagadnieniem czynów spełnianych we wspólnocie osób.
Antropologię Karola Wojtyły określa się mianem personalistycznej; dalej, jest to personalizm chrześcijański, nawiązujący do myśli św. Tomasza z Akwinu. Wartość dorobku filozoficznego Karola Wojtyły polega na wezwaniu do stworzenia integralnej antropologii katolickiej, podobnie jak Władimir Sołowjow stworzył taką antropologię na gruncie teologii prawosławnej. Koncepcja antropologiczna Wojtyły stanowi swoistą podbudowę jego myśli teologicznej, w sposób szczególny z zakresu „teologii ciała” i katolickiej nauki społecznej.

### Książki, które wydał jako Karol Wojtyła
Jeszcze przed rozpoczęciem pontyfikatu Karol Wojtyła wydał kilkanaście książek:
- Renesansowy psałterz – Kraków 1999; młodzieńczy zbiór wierszy, powst. przed II wojną światową;
- Świętego Jana od Krzyża nauka o wierze (tytuł w innym przekładzie: Zagadnienie wiary w dziełach świętego Jana od Krzyża) – rozprawa doktorska obroniona w 1948 na Uniwersytecie Angelicum w Rzymie, napisana po łacinie (tytuł: Doctrina de fide apud S. Ioannem de Cruce) o św. Janie od Krzyża, czytanym w oryginale, ogłoszona w czasopiśmie „Collectanea Theologica” XXI: 1950, a streszczenie polskie w „Ateneum Kapłańskim” 1950, z. 1; promocja doktorska w Polsce: 16 XII 1948 na Uniwersytecie Jagiellońskim; pełna wersja w przekładzie polskim (istnieją 2 tłumaczenia), jako książka: od 1991; liczne przekłady na obce języki nowożytne;
- Wykłady lubelskie – Lublin, KUL, 1986; zapis wykładów z filozofii głoszonych na Katolickim Uniwersytecie Lubelskim w latach 1954–1956;
- Elementarz etyczny – Kraków 1983; szkice zamieszczane pierwotnie w „Tygodniku Powszechnym” w 1957−1958;
- Ocena możliwości zbudowania etyki chrześcijańskiej przy założeniach systemu Maksa Schelera – Lublin, KUL, 1959; książka habilitacyjna na temat Maxa Schelera, czytanego w oryginale niemieckim; habilitacja przyjęta 3 XII 1953 na Uniwersytecie Jagiellońskim, ostatnia przed likwidacją Wydziału Teologicznego UJ przez władze stalinowskie;
- Miłość i odpowiedzialność – Lublin, KUL, 1960; monografia przedstawiająca analizę psychologiczną, filozoficzną i teologiczną zjawiska miłości; wielokrotnie wznawiana; liczne przekłady na języki obce;
- Osoba i czyn – Kraków 1969; najważniejsza monografia filozoficzna; studium z zakresu antropologii chrześcijańskiej, inspirowane przez fenomenologię i tomizm; w duchu humanizmu budowana koncepcja osoby ludzkiej jako suwerennego podmiotu; wiele przekładów na języki obce;
- U podstaw odnowy. Studium o realizacji Vaticanum II – Kraków 1972[220]; pisana przez jednego z głównych jego uczestników monografia na temat II Soboru Watykańskiego i jego dorobku intelektualnego; po 16 X 1978 liczne przekłady na języki obce;
- Znak, któremu sprzeciwiać się będą – Poznań, Pallottinum, 1976 (wersja ocenzurowana przez cenzurę prewencyjną PRL); edycja pełna: Znak sprzeciwu. Paryż, Editions du Dialogue, 1980; zapis rekolekcji głoszonych w Watykanie na prośbę papieża Pawła VI;
- Poezje i dramaty – Kraków, Znak, 1979; całość dorobku artystycznego autora (prócz młodzieńczych psalmów oraz późnego Tryptyku rzymskiego); utwory poetyckie, m.in. poematy; Pieśń o Bogu ukrytym, Stanisław; dramaty, m.in.: Brat naszego Boga (o malarzu św. Adamie Chmielowskim, znanym jako Brat Albert), Przed sklepem jubilera, Promieniowanie ojcostwa; także esej O teatrze słowa (na temat Teatru Rapsodycznego Mieczysława Kotlarczyka); liczne wznowienia i przekłady na języki obce;
- Aby Chrystus się nami posługiwał – Kraków, Znak, 1979; zbiór esejów z całego okresu pracy twórczej sprzed pontyfikatu; m.in.: Apostoł (o Janie Tyranowskim), O humanizmie św. Jana od Krzyża, Personalizm tomistyczny (o św. Tomaszu z Akwinu; także przedruk cyklu szkiców Elementarz etyczny
- Zagadnienie podmiotu moralności – Lublin, KUL, 1991; zespół rozpraw z zakresu etyki; tu przedruk książki habilitacyjnej z 1959.

### Książki, które wydał jako Jan Paweł II
- Mężczyzną i niewiastą stworzył ich. Odkupienie ciała a sakramentalność małżeństwa. Józef Kowalczyk (oprac.). Watykan: Wydawnictwo watykańskie, 1986. – (IV wyd.: Lublin 2011); pełna, książkowa (i opatrzona przypisami) wersja katechez wygłaszanych do wiernych w czasie audiencji generalnych w latach 1979–1984; wysnuta z Biblii, a nawiązująca do encykliki Pawła VI Humanae vitae, monografia na temat, jak to nazwał autor, „teologii ciała”, miłości mężczyzny i kobiety przeżywanej dzięki odkryciu oblubieńczego sensu ciała i wzajemnego daru w godności integralnie ujętej osoby ludzkiej.
- Przekroczyć próg nadziei – Lublin, 1994, KUL. ISBN 83-2280-395-8.
- Dar i tajemnica – 1996.
- Tryptyk rzymski (poemat) – Kraków, 2003, Wydawnictwo Literackie. ISBN 83-8897-143-3.
- Wstańcie, chodźmy! – Kraków, 2004, Wydawnictwo św. Stanisława. ISBN 83-8897-186-7.
- Pamięć i tożsamość – Kraków, 2005, Społeczny Instytut Wydawniczy „Znak”. ISBN 83-2400-525-0.

Nakładem Wydawnictwa Znak ukazała się w kilku wydaniach pozycja, zawierająca teksty przemówień i homilii, jakie Jan Paweł II wygłosił w Polsce: Jan Paweł II – Pielgrzymki do Ojczyzny, której faktycznym autorem jest papież.

### Wydawnictwa muzyczne
- Abbà Pater – Sony Music Entertainment, 1999 (3 × platynowa płyta w Polsce)[221]
- Wśród nocnej ciszy z albumu Wśród nocnej ciszy... – śpiew.

## Dokumenty papieskie

### Encykliki
Encykliki to najważniejsze i podstawowe dokumenty papieskie. Jan Paweł II pisał je po polsku, jednak oficjalny charakter miała zawsze wersja łacińska tekstu, która służyła do dalszych przekładów na języki nowożytne. Zgodnie z tradycją kościelną tytuł encykliki tworzą pierwsze słowa jej oficjalnego tekstu. Poniżej podano w nawiasie tłumaczenie tytułu na podstawie polskiego tekstu (niekiedy Jan Paweł II nadawał encyklice także podtytuł). Papież wydał 14 encyklik:
| Encykliki wydane przez Jana Pawła II |      | |                        | |
| Lp.                                  | Rok  | Tytuł, podtytuł | Data wydania           | Uwagi |
| 1.                                   | 1979 | Redemptor hominis (Odkupiciel człowieka)                                                                                          | 4 marca 1979(dts)      | Pierwsza encyklika Jana Pawła II (przyjęta z wielkim zainteresowaniem i z aprobatą), zarazem pierwsza z cyklu trynitarnego, podejmującego nową interpretację Boga jako Trójcy Świętej. Temat: Jezus Chrystus jako Syn Boży. Analiza „Boskiego” oraz „ludzkiego wymiaru Odkupienia”, w tym ofiary Chrystusa na krzyżu jako przejawu miłości do każdej osoby, co ukazuje godność ludzką. Słynne zdanie: „Człowiek nie może żyć bez miłości” (a jest nią finalnie Bóg). Encyklikę interpretowano jako manifest personalizmu i humanizmu chrześcijańskiego. |
| 2.                                   | 1980 | Dives in misericordia (Bogaty w Miłosierdziu), podtytuł: O Bożym Miłosierdziu                                                     | 30 listopada 1980(dts) | Druga encyklika trynitarna. Temat: Bóg-Ojciec. Analiza miłosierdzia jako najwyższego przymiotu Stwórcy: przejawu Jego miłości do każdej osoby ludzkiej, co umacnia jej godność. Osobny rozdział zawiera interpretację egzystencjalną przypowieści o synu marnotrawnym (Łk 15,11-32). W interpretacjach wskazywano związek z Dzienniczkiem św. Faustyny Kowalskiej, którego wizję Miłosierdzia Bożego papież analitycznie i twórczo rozwinął. |
| 3.                                   | 1981 | Laborem exercens (Z pracy), podtytuł: O pracy ludzkiej                                                                            | 14 września 1981(dts)  | |
| 4.                                   | 1985 | Slavorum apostoli (Apostołowie Słowian), podtytuł: Na 1100 rocznicę dzieła ewangelizacji Św. Cyryla i Metodego                    | 2 czerwca 1985(dts)    | |
| 5.                                   | 1986 | Dominum et vivificantem (Pana i Ożywiciela), podtytuł: O Duchu Świętym w życiu Kościoła i świata                                  | 18 maja 1986(dts)      | Trzecia encyklika trynitarna. Temat: Duch Święty. Studium unaoczniania się Boga jako osobowej miłości. Analiza pojęć biblijnych („ruah”, „nefesh”, „Parakletos”). Duch Święty zapowiedziany przez Chrystusa w toku Ostatniej Wieczerzy jako osobowe tchnienie miłości Boga ku ludziom, przenikające świat. „Grzech” jako akt wolnej woli człowieka: zamknięcie na ducha miłości. |
| 6.                                   | 1987 | Redemptoris Mater (Matka Odkupiciela), podtytuł: Błogosławiona Maryja Dziewica w życiu pielgrzymującego Kościoła                  | 25 marca 1987(dts)     | |
| 7.                                   | 1987 | Sollicitudo rei socialis (Społeczna troska), podtytuł: Społeczna troska                                                           | 30 grudnia 1987(dts)   | |
| 8.                                   | 1990 | Redemptoris missio (Misja Odkupiciela), podtytuł: O stałej aktualności posłania misyjnego                                         | 7 grudnia 1990(dts)    | |
| 9.                                   | 1991 | Centesimus annus (Stulecie), podtytuł: W stulecie encykliki Leona XIII „Rerum Novarum”                                            | 1 maja 1991(dts)       | |
| 10.                                  | 1993 | Veritatis splendor (Blask prawdy), podtytuł: Podstawowe problemy nauczania moralnego Kościoła                                     | 6 sierpnia 1993(dts)   | |
| 11.                                  | 1995 | Evangelium Vitae (Ewangelia życia), podtytuł: O wartości i nienaruszalności życia ludzkiego                                       | 25 marca 1995(dts)     | |
| 12.                                  | 1995 | Ut unum sint (tytuł zachowany w tekście polskim w wersji łacińskiej; sens: Aby byli jedno), podtytuł: O działalności ekumenicznej | 25 maja 1995(dts)      | |
| 13.                                  | 1998 | Fides et ratio (Wiara i rozum), podtytuł: O relacjach między wiarą a rozumem                                                      | 14 września 1998(dts)  | |
| 14.                                  | 2003 | Ecclesia de Eucharistia (Kościół dzięki Eucharystii), podtytuł: Eucharystia w życiu Kościoła                                      | 17 kwietnia 2003(dts)  | |

### Adhortacje apostolskie
Jan Paweł II wydał 14 adhortacji apostolskich:
| Adhortacje apostolskie wydane przez Jana Pawła II |      |                              |                                                                                                |                           |
| Lp.                                               | Rok  | Tytuł                        | Zagadnienie                                                                                    | Data wydania              |
| 1.                                                | 1979 | Catechesi tradendae          | O katechizacji w naszych czasach                                                               | 16 października 1979(dts) |
| 2.                                                | 1981 | Familiaris consortio         | O zadaniach rodziny chrześcijańskiej w świecie współczesnym                                    | 22 listopada 1981(dts)    |
| 3.                                                | 1984 | Redemptionis donum           | O konsekracji zakonnej w świetle tajemnicy odkupienia                                          | 25 marca 1984(dts)        |
| 4.                                                | 1984 | Reconciliatio et paenitentia | O pojednaniu i pokucie w dzisiejszym posłannictwie Kościoła                                    | 2 grudnia 1984(dts)       |
| 5.                                                | 1988 | Christifideles laici         | O powołaniu i misji świeckich w Kościele i w świecie dwadzieścia lat po Soborze Watykańskim II | 30 grudnia 1988(dts)      |
| 6.                                                | 1989 | Redemptoris Custos           | O świętym Józefie i jego posłannictwie w życiu Chrystusa i Kościoła                            | 15 sierpnia 1989(dts)     |
| 7.                                                | 1992 | Pastores dabo vobis          | O formacji kapłanów we współczesnym świecie                                                    | 25 marca 1992(dts)        |
| 8.                                                | 1995 | Ecclesia in Africa           | O Kościele w Afryce                                                                            | 14 września 1995(dts)     |
| 9.                                                | 1996 | Vita consecrata              | O życiu konsekrowanym i jego misji w Kościele i w świecie                                      | 25 marca 1996(dts)        |
| 10.                                               | 1999 | Ecclesia in America          | O Kościele w Ameryce                                                                           | 22 stycznia 1999(dts)     |
| 11.                                               | 1999 | Ecclesia in Asia             | O Kościele w Azji                                                                              | 6 listopada 1999(dts)     |
| 12.                                               | 2001 | Ecclesia in Oceania          | O Kościele w Oceanii                                                                           | 22 grudnia 2001(dts)      |
| 13.                                               | 2003 | Ecclesia in Europa           | O Kościele w Europie                                                                           | 28 czerwca 2003(dts)      |
| 14.                                               | 2003 | Pastores gregis              | O biskupie, słudze Ewangelii Jezusa Chrystusa dla nadziei świata                               | 16 października 2003(dts) |

### Konstytucje apostolskie
Jan Paweł II wydał kilkanaście Konstytucji apostolskich:
| Konstytucje apostolskie wydane przez Jana Pawła II |      |                               |                                                                        |                           |
| Lp.                                                | Rok  | Tytuł                         | Uwagi                                                                  | Data wydania              |
| 1.                                                 | 1979 | Sapientia Christiana          | O uniwersytetach i wydziałach teologicznych                            | 15 kwietnia 1979(dts)     |
| 2.                                                 | 1982 | Magnum Matrimonii Sacramentum | Prawne uznanie Papieskiego Instytutu Studiów nad Małżeństwem i Rodziną | 17 października 1982(dts) |
| 3.                                                 | 1982 | Ut sit                        | O powołaniu Prałatury Personalnej Świętego Krzyża i Opus Dei           | 28 listopada 1982(dts)    |
| 4.                                                 | 1983 | Sacrae disciplinae leges      | Ogłoszona z okazji wprowadzenia nowego kodeksu prawa kanonicznego      | 25 stycznia 1983(dts)     |
| 5.                                                 | 1983 | Divinus perfectionis Magister | Określająca zasady postępowania beatyfikacyjnego i kanonizacyjnego     | 25 stycznia 1983(dts)     |
| 6.                                                 | 1986 | Spirituali militum curae      | O duszpasterstwie żołnierzy                                            | 21 kwietnia 1986(dts)     |
| 7.                                                 | 1988 | Pastor Bonus                  | O odnowie i reformie Kurii Rzymskiej                                   | 28 czerwca 1988(dts)      |
| 8.                                                 | 1990 | Ex corde Ecclesiae            | O uniwersytetach katolickich                                           | 15 sierpnia 1990(dts)     |
| 9.                                                 | 1990 | Sacri canones                 | Ogłoszona z okazji wprowadzenia kodeksu kanonów Kościołów wschodnich   | 18 października 1990(dts) |
| 10.                                                | 1992 | Fidei depositum               | Z okazji publikacji Katechizmu Kościoła Katolickiego                   | 11 października 1992(dts) |
| 11.                                                | 1996 | Universi Dominici gregis      | O wakacie Stolicy Piotrowej                                            | 22 lutego 1996(dts)       |
| 12.                                                | 1998 | Ecclesia in Urbe              | O wikariacie rzymskim                                                  | 1 stycznia 1998(dts)      |

### Listy apostolskie
Jan Paweł II napisał ponad 40 listów apostolskich:
| Listy apostolskie ogłoszone przez Jana Pawła II |      | |                           |
| Lp.                                             | Rok  | Tytuł | Data wydania              |
| 1.                                              | 1979 | Rutilans agmen | 8 maja 1979(dts)          |
| 2.                                              | 1980 | Patres Ecclesiae | 2 stycznia 1980(dts)      |
| 3.                                              | 1980 | Amantissima Providentia                                                                                               | 29 kwietnia 1980(dts)     |
| 4.                                              | 1980 | Sanctorum Altrix | 11 lipca 1980(dts)        |
| 5.                                              | 1980 | Egregiae virtutis | 31 grudnia 1980(dts)      |
| 6.                                              | 1981 | A Concilio Constantinopolitano I                                                                                      | 25 marca 1981(dts)        |
| 7.                                              | 1984 | Salvifici doloris | 11 lutego 1984(dts)       |
| 8.                                              | 1984 | Redemptionis Anno | 20 kwietnia 1984(dts)     |
| 9.                                              | 1984 | Les grands mystères                                                                                                   | 1 maja 1984(dts)          |
| 10.                                             | 1979 | Dolentium hominum | 11 lutego 1985(dts)       |
| 11.                                             | 1979 | Dilecti Amici | 31 marca 1985(dts)        |
| 12.                                             | 1987 | Augustinum Hipponensem                                                                                                | 28 sierpnia 1987(dts)     |
| 13.                                             | 1987 | Sescentesima Anniversaria                                                                                             | 5 czerwca 1987(dts)       |
| 14.                                             | 1987 | Spiritus Domini | 1 sierpnia 1987(dts)      |
| 15.                                             | 1987 | Duodecimum Saeculum                                                                                                   | 4 grudnia 1987(dts)       |
| 16.                                             | 1988 | Euntes in mundum universum                                                                                            | 25 stycznia 1988(dts)     |
| 17.                                             | 1988 | Mulieris dignitatem                                                                                                   | 15 sierpnia 1988(dts)     |
| 18.                                             | 1988 | Vicesimus Quintus Annus                                                                                               | 4 grudnia 1988(dts)       |
| 19.                                             | 1989 | List apostolski z okazji pięćdziesiątej rocznicy wybuchu II wojny światowej                                           | 27 sierpnia 1989(dts)     |
| 20.                                             | 1989 | List apostolski o sytuacji w Libanie                                                                                  | 7 września 1989(dts)      |
| 21.                                             | 1989 | List apostolski na 100-lecie Papieskiego Dzieła św. Piotra Apostoła                                                   | 1 października 1989(dts)  |
| 22.                                             | 1990 | List apostolski na pięćsetlecie ewangelizacji Nowego Świata                                                           | 29 czerwca 1990(dts)      |
| 23.                                             | 1992 | List do Kościoła w Polsce w związku z ustanowieniem nowej organizacji kościelnej                                      | 25 marca 1992(dts)        |
| 24.                                             | 1994 | Ordinatio sacerdotalis                                                                                                | 22 maja 1994(dts)         |
| 25.                                             | 1994 | Tertio millennio adveniente                                                                                           | 10 listopada 1994(dts)    |
| 26.                                             | 1995 | Orientale lumen | 2 maja 1995(dts)          |
| 27.                                             | 1995 | List apostolski na 400-lecie unii brzeskiej                                                                           | 12 listopada 1995(dts)    |
| 28.                                             | 1996 | List apostolski na 350-lecie unii użhorodzkiej                                                                        | 18 kwietnia 1996(dts)     |
| 29.                                             | 1996 | Operosam Diem | 1 grudnia 1996(dts)       |
| 30.                                             | 1997 | Laetamur magnopere | 15 sierpnia 1997(dts)     |
| 31.                                             | 1997 | Divini Amoris Scientia                                                                                                | 19 października 1997(dts) |
| 32.                                             | 1998 | Dies Domini | 31 maja 1998(dts)         |
| 33.                                             | 1999 | Inter Munera Academiarum                                                                                              | 28 stycznia 1999(dts)     |
| 34.                                             | 2000 | 300 rocznica unii Greckokatolickiego Kościoła Rumunii z Kościołem Rzymskim                                            | 20 lipca 2000(dts)        |
| 35.                                             | 2001 | Novo millennio ineunte                                                                                                | 6 stycznia 2001(dts)      |
| 36.                                             | 2001 | Z okazji 1700 rocznicy „Chrztu Armenii”                                                                               | 17 lutego 2001(dts)       |
| 37.                                             | 2001 | List apostolski do katolików z Węgier na zakończenie „Millennium Węgierskiego”                                        | 25 lipca 2001(dts)        |
| 38.                                             | 2002 | Misericordia Dei | 2 maja 2002(dts)          |
| 39.                                             | 2002 | Rosarium Virginis Mariae o Różańcu Świętym                                                                            | 16 października 2002(dts) |
| 40.                                             | 2003 | Spiritus et Sponsa – z okazji czterdziestej rocznicy ogłoszenia Konstytucji Sacrosanctum concilium o Liturgii Świętej | 4 grudnia 2003(dts)       |
| 41.                                             | 2004 | Mane nobiscum Domine – z okazji Roku Eucharystii (X-2004 – X-2005) ogłoszony 7 października 2004                      | 7 października 2004(dts)  |
| 42.                                             | 2005 | Gwałtowny rozwój | 24 stycznia 2005(dts)     |

## Nagrody i wyróżnienia

### Polskie
- W 1979 odznaczony Złotą Odznaką Skarbu Narodowego Rzeczypospolitej Polskiej i Krzyżem Armii Krajowej[227].
- Godność Doctora honoris causa m.in. Uniwersytetu Jagiellońskiego w Krakowie[228], Katolickiego Uniwersytetu Lubelskiego[229], Uniwersytetu Opolskiego[230], Uniwersytetu Mikołaja Kopernika[231], Uniwersytetu Kardynała Stefana Wyszyńskiego[232], Uniwersytetu Rzeszowskiego[233] oraz Akademii Górniczo-Hutniczej[234].
- Na wniosek niewidomych dzieci z Krakowa i z Lasek został 267. Kawalerem Orderu Uśmiechu[235], który w 1981 przyznała mu Międzynarodowa Kapituła Orderu Uśmiechu. Wręczenie miało miejsce 28 marca 1984 w Watykanie.
- W 1989 otrzymał wyjątkowo, jako jedyny laureat, nagrodę Wiktora, przyznawaną przez Akademię Telewizyjną (Wiktory 1989)[236].
- Order Orła Białego, nadany postanowieniem Prezydenta Rzeczypospolitej Polskiej z dnia 3 maja 1993. Było to pierwsze nadanie tego Orderu w III Rzeczypospolitej; legitymacja orderowa nosi nr 1[237][238].
- W 1996 Stowarzyszenie Gmin i Powiatów Małopolski nadało tytuł „honorowego Małopolanina”, tytuł ten nadano po raz pierwszy i jedyny[239].
- W 1997 zastało mu przyznane honorowe obywatelstwo Wrocławia[240]
- W 1997 papież otrzymał Medal „Plus ratio quam vis”[241].
- Jest laureatem statuetki Dziecięcej Nagrody „Serca”, którą odebrał we Wrocławiu 1 czerwca 1997 od dzieci ze Stowarzyszenia Przyjaciół Dzieci Chorych „Serce” ze Świdnicy[242].
- W 1997 uzyskał tytuł Honorowego Obywatela Miasta Poznania.
- Za działalność dla pokoju otrzymał przyznaną Zarząd Krajowy Ogólnopolskiego Stowarzyszenia Społecznego „Misja Pojednania” (powołanego w wyniku historycznego spotkania i pojednania się w 1993 obrońców Westerplatte i marynarzy z pancernika Schleswig-Holstein) Komandorię Missio Reconciliationis.
- Fundacja „Dzieło Nowego Tysiąclecia”, powołana w 2000 przez Konferencję Episkopatu Polski, jako wyraz wdzięczności dla Jana Pawła II za jego posługę duchową na rzecz Kościoła i Polski.
- W 2001 odznaczony Orderem Ecce Homo[243].
- Otrzymał tytuł „Człowieka Roku” 2001 Forum Ekonomicznego[244].
- Jest także honorowym obywatelem ponad 120 miast polskich[245][246][247][248][249][250][251].
- W Polsce jest patronem ponad 2,3 tys. podmiotów (m.in. 1274 polskich szkół, uczelni, szpitali, fundacji i stowarzyszeń, a także ulic)[252].
- 24 kwietnia 2014 Sejm Rzeczypospolitej Polskiej VII kadencji przyjął uchwałę uczczenia papieża błogosławionego Jana Pawła II w dniu jego kanonizacji. W głosowaniu wzięło udział 416 posłów, z czego „za” było 380, „przeciw” – 34, a 2 wstrzymało się od głosu[253].
- Uchwałą Sejmu RP VII kadencji z 5 grudnia 2014 zdecydowano o ustanowieniu roku 2015 Rokiem św. Jana Pawła II[254]. Pięć lat później, zarówno uchwałą Sejmu RP VIII kadencji z 13 czerwca 2019, jak i uchwałą Senatu RP IX kadencji z 18 października 2019, zdecydowano o ustanowieniu roku 2020 Rokiem Świętego Jana Pawła II[255][256].
- 9 marca 2023 Sejm IX kadencji przyjął uchwałę w sprawie obrony dobrego imienia św. Jana Pawła II, po emisji w TVN24 reportażu Marcina Gutowskiego „Franciszkańska 3”, w którym postawiono zarzut ws. pedofilii w Kościele[257][258].
- 26 marca 2025 Senat XI kadencji przyjął uchwałę upamiętniającą 20. rocznicę śmierci św. Jana Pawła II[259].
- 2 kwietnia 2025 Sejm X kadencji uczcił św. Jana Pawła II w 20. rocznicę jego śmierci[260].

### Stolicy Apostolskiej
Papież jest ex officio suwerenem zakonów podległych Stolicy Apostolskiej, z tego tytułu jest Wielkim Mistrzem następujących orderów:
- Order Najwyższy Chrystusa
- Order Złotej Ostrogi
- Order Piusa IX
- Order Świętego Grzegorza Wielkiego
- Order Świętego Sylwestra
- Kawaler Naszyjnika Orderu Grobu Świętego

### Zagraniczne
- Człowiek Roku 1994 magazynu „Time”[261].
- Złoty Medal Kongresu USA nadany 27 lipca 2000[262].
- W 2002 jako pierwszy papież w historii otrzymał honorowe obywatelstwo Rzymu[263].
- Prezydencki Medal Wolności z Wyróżnieniem nadany 4 czerwca 2004 przez prezydenta George’a W. Busha[264][265].
- W 2004 odznaczony Nagrodą Karola Wielkiego[266][267].
- W 2006 radni Rzymu nadali głównej stacji kolejowej Stazione Termini w Rzymie imię Jana Pawła II. Uroczystość odbyła się 23 grudnia 2006 z udziałem m.in. watykańskiego sekretarza stanu kardynała Tarcisio Bertone. Jednakże pod wpływem krytyki, na początku 2007 burmistrz Rzymu Walter Vertroni odebrał imię Jana Pawła II dworcowi Termini[268].
- W 2014 parlament Kanady ustanowił 2 kwietnia – „Dniem Papieża Jana Pawła II”[269].
- Jego imieniem został nazwany jeden z półwyspów na antarktyczej wyspie Livingstona w archipelagu Szetlandów Południowych[270]
- Order Tomáša Garrigue Masaryka I Klasy nadany in memoriam (pośmiertnie) w 2024 przez prezydenta Czech Petra Pavla[271]

## Obecność w kulturze masowej
Zaraz po wyborze Karola Wojtyły na biskupa Rzymu grupa Freddy The Flying Dutchman And The Sistina Band wydała singiel zatytułowany Wojtyla Disco Dance. Zawierał on piosenkę poświęconą Karolowi Wojtyle, która stała się jednym z hitów wczesnego italo disco.
W Polsce od roku 1980 zaczęło być widoczne zjawisko stawiania pomników. Za czasów PRL nie miało ono charakteru masowego. Od 1998 roku dynamika powstawania pomników przybrała na sile, swoje maksimum uzyskując w roku 2000.
W odpowiedzi na szeroko rozpowszechniony kult Jana Pawła II, po jego śmierci rozpowszechnił się fenomen internetowy polegający na tworzeniu memów nazywanych cenzopapami; cechują je:
- obrażanie papieża;
- wyśmiewanie jego przesadnego uwielbienia[274].

## Filmy i spektakle
Powstało kilkadziesiąt filmów zarówno dokumentalnych, jak i fabularnych oraz spektakl telewizyjny jemu poświęconych.
| Filmy                  |                                                              |                                      |
| Rok                    | Tytuł                                                        | Reżyseria                            |
| 1979                   | Pielgrzym                                                    | Andrzej Trzos-Rastawiecki            |
| 1981                   | Z dalekiego kraju                                            | Krzysztof Zanussi                    |
| 1984                   | Papież Jan Paweł II                                          | Herbert Wise                         |
| 1997                   | Papież Polak                                                 | Alina Czerniakowska                  |
| 1998                   | Sursum corda! W górę serca!                                  | Alina Czerniakowska                  |
| 1999                   | Przychodzę, by wam służyć                                    | Ewa Świecińska, Amelia Łukasiak      |
| 2002                   | Świadek nadziei: Życie Karola Wojtyły, papieża Jana Pawła II | Judith Dwan Hallet                   |
| 2005                   | Jan Paweł II                                                 | John Kent Harrison                   |
| 2005                   | Jan Paweł II: Nie lękajcie się                               | Jeff Bleckner                        |
| 2005                   | Karol. Człowiek, który został papieżem                       | Giacomo Batiatto                     |
| 2006                   | Karol. Papież, który pozostał człowiekiem                    | Giacomo Batiatto                     |
| 2007                   | Oczyma Pokolenia ’78. Pontyfikat Jana Pawła II               | Jowita Gondek                        |
| 2007                   | Lolek                                                        | Marcin Sępiak, Krzysztof Tadej       |
| 2008                   | Świadectwo                                                   | Paweł Pitera                         |
| 2010                   | Trzy minuty. 21:37                                           | Maciej Ślesicki                      |
| 2011                   | Jan Paweł II. Szukałem Was...                                | Jarosław Szmidt                      |
| 2014                   | Jan Paweł II – Santo Subito. Świadectwa świętości            | Piotr Dziubak                        |
| 2015                   | Apartament                                                   | Maciej Czajkowski, Przemysław Hauser |
| 2016                   | Sekretne listy Jana Pawła II                                 | Edward Stourton                      |
| 2019                   | Lubię patrzeć jak wschodzi słońce                            | Paulina Guzik                        |
| 2025                   | 21.37                                                        | Mariusz Pilis                        |
| Spektakle w Teatrze TV |                                                              |                                      |
| 2016                   | Totus Tuus                                                   | Paweł Woldan                         |